# Anarcocapitalismo
L'anarcocapitalismo, anche detto capitalismo della frammentazione o anarco-liberismo in Italia, è una teoria politica, economica e giuridica sviluppatasi nella seconda metà del XX secolo che ha il suo massimo esponente nell'economista della scuola austriaca Murray Newton Rothbard (1926-1995). Gli anarcocapitalisti, spesso chiamati anche "ancap" nel linguaggio informale, auspicano il superamento degli Stati nazionali proponendo come alternativa un sistema economico capitalista laissez-faire in cui tutte le decisioni sono lasciate all'iniziativa di singoli proprietari o ad associazioni di proprietari.
Nell'anarcocapitalismo i modi di acquisto della proprietà a titolo originario possono differire da quelli legali. La posizione maggioritaria fra gli anarcocapitalisti sostiene che i diritti di proprietà derivino dal "principio di homestead" (cioè, il diritto del primo utilizzatore), che trae ispirazione dalla teoria della proprietà di Locke. Questo principio sostiene che il diritto di reclamare un terreno come proprio derivi dal lavoro svolto su di esso (ad esempio, la coltivazione del suolo). Questo concetto ha sollevato dibattiti sulla legittimità di alcune proprietà legalmente acquisite e sulla possibilità di risarcimenti ai discendenti degli ex schiavi negli Stati Uniti. Alcuni anarcocapitalisti, tuttavia, sono favorevoli all'idea dell'acquiescenza (common law, estoppel). La proprietà come intesa dagli anarcocapitalisti è principalmente fisica; la maggior parte di loro non riconoscono la proprietà intellettuale.
Alcuni sostenitori di questa corrente, tra cui Hans-Hermann Hoppe, Stefan Molyneux e Murray Rothbard, sono noti per difendere la discriminazione come parte integrante dell'esercizio del diritto di proprietà. In particolare, Hoppe ha sostenuto in Democrazia: il dio che ha fallito (2001; Democracy: The God That Failed) che i proprietari dovrebbero avere il diritto di stabilire comunità private segregate in base all'etnia, agli stili di vita, all'orientamento sessuale o alle idee politiche, suggerendo i restrictive covenants (delle clausole contrattuali nei contratti di vendita) per la preservazione della segregazione residenziale e l'espulsione degli indesiderati. L'economista anarcocapitalista Walter Block ha criticato alcune delle idee di Hoppe, ritenendole incompatibili con un'ideologia libertaria e affermando che le sue proposte per limitare l'immigrazione nell'anarcocapitalismo siano in contrasto con il concetto di servitù prediale (common law, easement) e potrebbero impedire ad alcuni individui di esercitare il loro diritto di proprietà, poiché non sarebbero in grado di raggiungere i loro beni (o invitare altri al godimento).
Alcuni anarcocapitalisti supportano il lavoro minorile, la vendita di bambini e il diritto di abbandono degli stessi, come sostenuto da Murray Rothbard ne L'etica della libertà (1982; The Ethics of Liberty) o da Walter Block in Difendere l'indifendibile (1976; Defending the Undefendable) e in pubblicazioni di minore importanza come Sulla vendita di bambini (1979; On Baby Selling). Tuttavia, esiste una divisione riguardo alla possibilità di stipulare contratti di schiavitù. Alcuni, come Stephan Kinsella, ritengono che la persona sia inalienabile e quindi non possa essere oggetto di tali contratti. Relativamente alla schiavitù negli Stati Uniti, Rothbard sostiene anche che gli schiavi fossero legittimamente proprietari di qualsiasi terreno su cui erano, precedentemente, stati costretti a lavorare, in base al "principio di appropriazione originale" (homestead principle).
Esistono due principali approcci filosofici riguardo all'aborto. L'evictionism, proposto da Walter Block, sostiene che la donna, essendo proprietaria del proprio corpo, ha il diritto di espellere il feto. D'altra parte, il departurism, sviluppato da Sean Parr, considera l'aborto una violazione del principio di non aggressione, poiché la rimozione del feto sarebbe letale per quest'ultimo.
Il tema della statualità del diritto nell'anarcocapitalismo è motivo di contenzioso. Gli anarcocapitalisti affermano che la costituzione di una società priva di Stati e governi è possibile favorendo le città private o adottando la legge policentrica, citando le esperienze dei goðar dell'Islanda medievale o i claim club del Far West. Gli obiettori affermano invece che ciò porterebbe alla costituzione di Città-Stato e governi de facto per via delle giurisdizioni territoriali che si verrebbero a formare.
Nonostante il nome, l'anarcocapitalismo non è considerato parte dell'anarchismo tradizionale. L'anarcocapitalismo è una realtà di nicchia nella politica degli Stati Uniti che i ricercatori tendono ad associare al "patriot movement" statunitense. Nel contesto del libertarismo è l'ala più estrema della destra . Il politilogo Andrew Vincent la considera parte della New Right, ma ci sono anche coloro che la definiscono un'ideologia di estrema destra o parte dell'alt-right.
Il concetto di "anarcocapitalismo" è diffuso in America Latina, dove è stato utilizzato in modo negativo per definire le Zone di occupazione e sviluppo economico (Zonas de empleo y desarrollo económico; ZEDE) in Honduras, mentre è stato accolto positivamente dal presidente argentino Javier Milei, il primo capo di Stato a dichiararsi "anarcocapitalista".

## Onomaturgia
Il termine "anarcocapitalismo" (in lingua inglese: anarchocapitalism o anarcho-capitalism) è stato coniato da Karl Hess, ex attivista degli Students for a Democratic Society poi convertitosi al libertarismo di destra. È apparso per la prima volta nel suo manifesto The Death of Politics, pubblicato sulla rivista Playboy nel marzo 1969. La parola "anarcocapitalismo" ha ottenuto un ulteriore riconoscimento quando Jarret B. Wollstein la ha utilizzata nella sua opera Society Without Coercion, pubblicata nell'agosto 1969. Wollstein, autore randiano, intendeva usare il termine per descrivere la sua idea di "società di consistente libertà razionale". Murray N. Rothbard adottò in seguito il termine per descrivere le sue idee, guadagnandosi così il titolo di "padre dell'anarcocapitalismo".

## Storia

### Stati Uniti

#### L'alleanza secessionista
Secondo lo storico canadese Quinn Slobodian, l'anarcocapitalismo ha origine da ciò che egli definisce "l'alleanza secessionista". Questa alleanza, formata alla fine del XX secolo, comprendeva due gruppi desiderosi di separarsi dagli Stati moderni: i radicali del mercato, sostenitori di un capitalismo senza democrazia, e i neoconfederati, che volevano ripristinare il "Vecchio Sud". I principi fondamentali di questa alleanza erano la competizione capitalistica decentralizzata e l'omogeneità etnica, che univano le idee di Leon Louw e Frances Kendall per il Sudafrica.
L'obiettivo di questa alleanza di destra era creare aree autonome per una apartheid localizzata ma su larga scala. Nonostante il fallimento nel raggiungere il loro obiettivo immediato, la visione di segregazione laissez-faire dei secessionisti ha continuato a esistere. Secondo loro, la secessione era il percorso verso un mondo socialmente diviso ma economicamente integrato, in cui si sarebbe creato un equilibrio tra separazione e globalizzazione. Murray Rothbard è stato una figura chiave dell'alleanza secessionista. Nato nel Bronx nel 1926, Rothbard si è avvicinato ai think tank neoliberisti e si è unito alla Mont Pelerin Society negli anni '50. Durante la sua carriera, ha sviluppato l'anarcocapitalismo, una versione estremamente radicale del laissez-faire capitalistico. Questa corrente ha respinto fermamente gli Stati repubblicani, considerandoli "banditismo organizzato", e ha etichettato le tasse come "un furto su vasta scala e senza controllo".
Nell'anarcocapitalismo, i governi tradizionali sarebbero stati completamente eliminati e tutti i servizi, come la sicurezza, i servizi pubblici, le infrastrutture e l'assistenza sanitaria, sarebbero stati forniti dal mercato, senza alcuna protezione per coloro che non potevano permetterseli. Questo avrebbe portato alla creazione di una società in cui i contratti avrebbero sostituito le costituzioni e le persone non sarebbero più cittadini, ma clienti di fornitori di servizi diversi. Queste entità politiche, definite da Slobodian come "antirepubbliche", si sarebbero basate sulla proprietà privata e lo scambio, in contrasto con il principio di sovranità popolare. Rothbard considerava la sua proposta come la più coerente con l'idea di secessione, poiché avrebbe potuto innescare una reazione a catena di disintegrazione o indebolimento degli Stati esistenti, offrendo un mezzo per sfuggire al sistema statale moderno da cui i secessionisti cercavano di fuggire.

#### Guerra del Vietnam: Rothbard e laNew Left
Negli anni '60, Rothbard sfruttò diverse opportunità per generare avversione verso i programmi e le istituzioni governative, al fine di minare la fiducia dei cittadini negli Stati esistenti. Egli individuò un'occasione nell'opposizione della New Left alla guerra del Vietnam. Secondo Rothbard, il ruolo dell'America come "poliziotto globale" era solo un pretesto per centralizzare il potere statale e favorire il clientelismo, lo spreco e l'inefficienza del complesso militare-industriale. L'esistenza di un esercito permanente finanziato dalle tasse, con il monopolio delle armi moderne, era contrario ai suoi principi, e considerava la coscrizione come "schiavitù di massa". Sebbene l'anarcocapitalismo di Rothbard fosse respinto dalla New Left socialista, si chiedeva se la loro opposizione ad alcune azioni dello Stato potesse evolversi in un odio nei confronti dello Stato stesso. Attraverso una rivista da lui contribuita a lanciare, chiamata Left & Right: A Journal of Libertarian Thought, Rothbard promosse la secessione come forma di prassi rivoluzionaria. Secondo lui i radicali non dovevano conquistare lo Stato, ma abbandonarlo per creare nuove politiche indipendenti.

#### Separatismo etnico e anarcocapitalismo

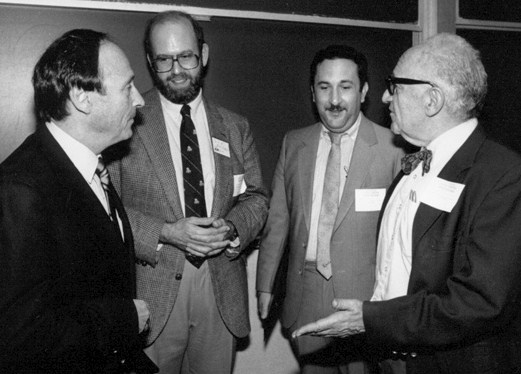
Una foto di Burton Blumert, Lew Rockwell, David Gordon e Murray Rothbard durante una discussione.

Abbandonando l'idea di un'alleanza fra anarcocapitalisti e New Left, Rothbard colse una nuova opportunità nel nazionalismo separatista che si basava su un senso comune di appartenenza etnica. Negli Stati Uniti era particolarmente interessato al potenziale del nazionalismo nero. Ammirava coloro che puntavano all'auto-aiuto comunitario e all'autodifesa collettiva e appoggiava l'appello di Malcolm X (1925–65) al separatismo rispetto a quello di Martin Luther King Jr. (1929–1968) fondato sull'integrazione. Rothbard e gli altri anarcocapitalisti ritenevano che la secessione dei neri dagli Stati Uniti sarebbe stata un'ottima soluzione.
L'anarcocapitalismo non avrebbe dovuto essere un'alleanza fra socialisti e liberisti ma un movimento contro l'uguaglianza sociale. Dopo aver contribuito a fondare il Cato Institute con Charles Koch nel 1976, nel 1982 contribuì al lancio di un nuovo think tank nel profondo Sud: il Ludwig von Mises Institute for Austrian Economics (acronimo: LvMI; lett. "Istituto Ludwig von Mises per l'economia austriaca") di Auburn, in Alabama, che prende il nome dall'economista Ludwing von Mises (1881–1973) il mentore di Friedrich von Hayek (1899–1992), di quest'ultimo Rothbard aveva seguito i seminari a New York dal 1949 al 1959.
Mises non era un anarcocapitalista, ma Rothbard prese lo stesso il suo nome. Il think tank divenne un riferimento per l'anarcocapitalismo. La sua distanza dalla Beltway di Washington D.C. veniva interpretata come un rifiuto della politica di lobbismo utilizzata da gruppi più mainstream come Cato e Heritage Foundation. Al contrario di questi, il Mises Institute ha promosso posizioni politicamente marginali come le virtù della secessione, la necessità di un ritorno al sistema aureo e l'opposizione all'integrazione razziale. Il suo direttore, il più stretto collaboratore di Rothbard, Llewellyn "Lew" Rockwell Jr., era un sostenitore del separatismo razziale fin dalla sua prima posizione presso l'editore conservatore Arlington House (che prende il nome dall'ultima residenza del generale confederato Robert E. Lee). Come editore, Rockwell ha commissionato libri sugli effetti disastrosi della desegregazione e sul tradimento della politica bianca in Sudafrica, pubblicati insieme a L'ingranaggio della libertà di David Friedman e a bestseller allarmistici come How to Profit from the Coming Devaluation (Come trarre profitto dalla svalutazione in arrivo), oltre a libri di Rockwell come Integration: The Dream that Failed (Integrazione: Il sogno fallito) dove l'autore sostiene che l'unica opzione possibile è una "segregazione de facto per la maggioranza di entrambe le razze". Rockwell condivideva con Rothbard la fissazione per la politica di laissez-faire estremo e il tema della razza. Nel 1986 iniziò a curare la newsletter sugli investimenti del politico e, in quel periodo, commerciante di monete Ron Paul, che trattava temi simili.
Le redditizie newsletter – gli abbonamenti portavano quasi 1 milione di dollari all'anno di entrate – erano una sorta di catalogo per l'imminente guerra razziale e vennero unificate nel 1992 nel Ron Paul Survival Report. All'interno erano promossi libri e manuali su come seppellire i propri averi, convertire la propria ricchezza in oro o nasconderla all'estero, trasformare la propria casa in una fortezza e come difendere la propria famiglia dalla popolazione di colore con mezzi suggeriti come l'acquisto di armi da fuoco o forme di addestramento.

#### Associazione ai fratelli Koch

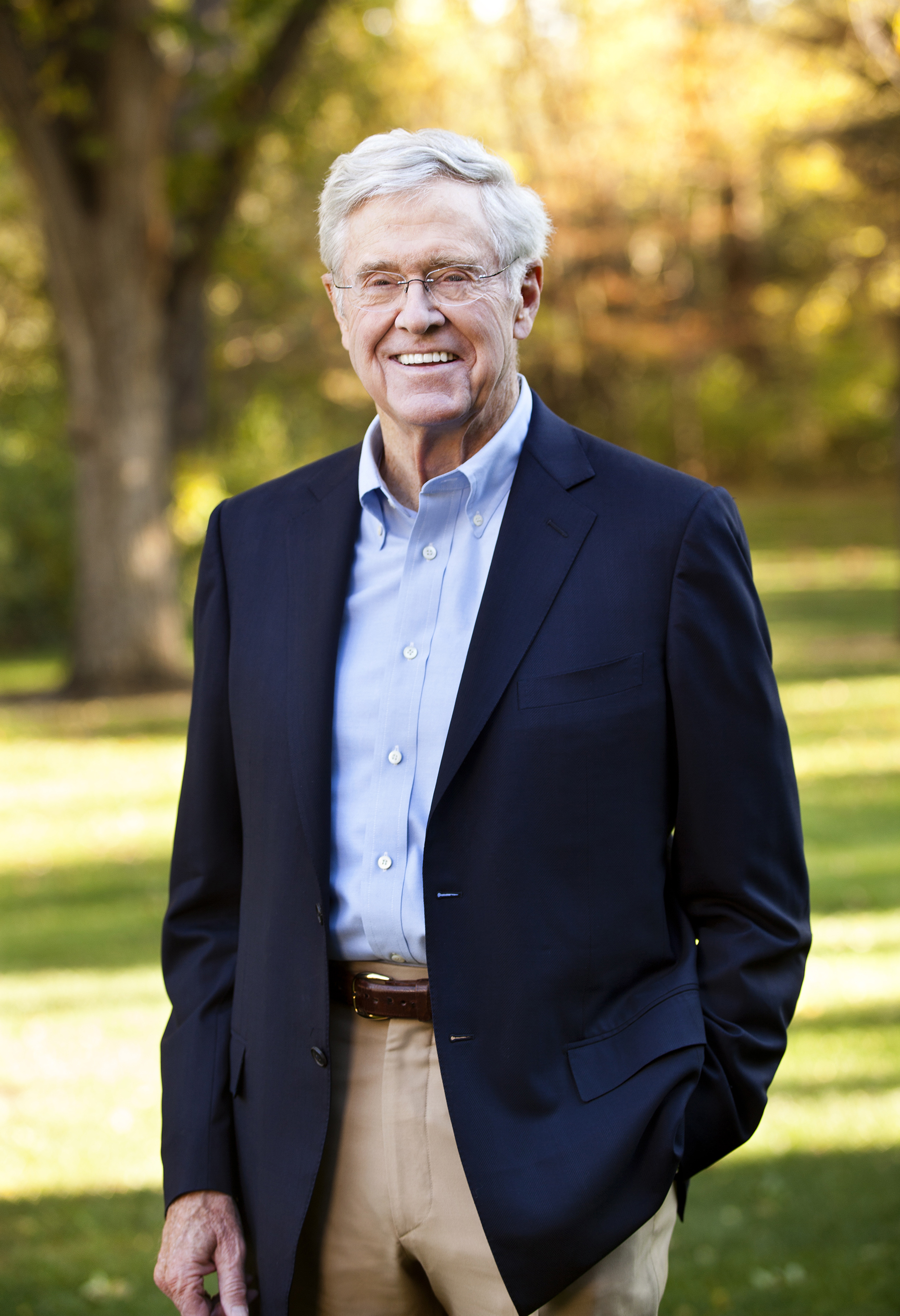
Charles Koch, presidente e CEO di Koch Industries.

Le iniziative politiche anarcocapitaliste sono state prevalentemente associate a Charles Koch, miliardario ed erede della fortuna di Fred C. Koch nonché proprietario delle Koch Industries e il principale benefattore delle organizzazioni anarcocapitaliste. Secondo le ricerche di Clayton A. Coppin sulle attività politiche di Charles Koch, Charles preferiva gli anarcocapitalisti alla Mont Pelerin Society. Charles Koch ha generosamente finanziato la Freedom School di Robert LeFevre, ha co-fondato il Cato Institute (fondato con il nome di Charles Koch Foundation) insieme a Murray N. Rothbard e, tra il 2005 e il 2016, ha erogato, per conto della Charles Koch Foundation, ben 12,5 milioni di dollari di finanziamenti ad accademici affiliati al Ludwig von Mises Institute. Diversi giornalisti hanno accusato Charles e suo fratello David di appoggiare il negazionismo climatico e le politiche che sostengono la privatizzazione del demanio pubblico. The Guardian ha denunciato l'anarcocapitalismo promosso dai fratelli Koch, definendolo un "cancro" nelle università statunitensi e un "culto" paragonabile alle reti di vassalli e all'assolutismo monarchico. Anche il conservatore William F. Buckley, Jr. ha criticato le idee di Charles Koch, etichettandole come "anarco-totalitarismo".
Nel manifesto anarco-capitalista intitolato "Per una nuova libertà. Il manifesto libertario", Rothbard elogiò la gestione privata delle foreste, sostenendo che solo un bene privato possa essere protetto e supervisionato dal suo proprietario, citando la Georgia-Pacific, una sussidiaria delle Koch Industries, come esempio di eccellente gestione ambientale. Tuttavia in alcuni report di PR Watch del Center for Media and Democracy (CMD) e Greenpeace dove si evidenzia il sostegno per l'anarcocapitalismo dei fratelli Koch, viene sottolineato come le Koch Industries hanno ripetutamente liberato materiali tossici nell'ambiente, causando danni alle proprietà altrui, come la dispersione di coke petrolifero in abitazioni private e di altri materiali tossici in laghi, fiumi, falde acquifere e litorali. La Georgia-Pacific ha dovuto affrontare migliaia di cause legali, con i dirigenti accusati di aver nascosto le conoscenze sui pericoli dell'amianto nei prodotti per l'edilizia. Nel 2017, Georgia-Pacific ha dichiarato bancarotta ed è stata ricostituita come New Georgia-Pacific.

#### Terrorismo interno negli Stati Uniti

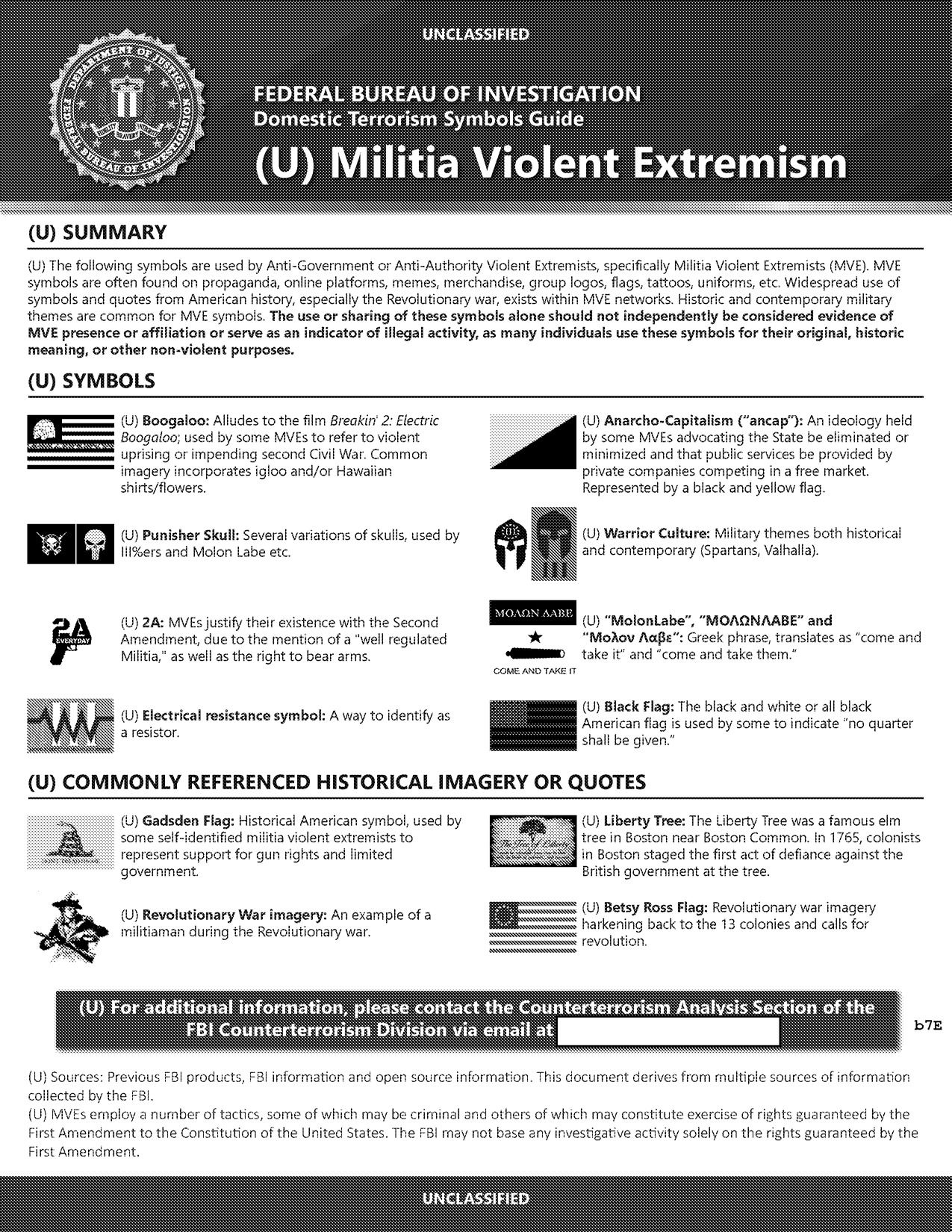
Un documento preparato dall'FBI che associa l'anarcocapitalismo al terrorismo interno negli Stati Uniti.

A partire dagli anni 2020, in concomitanza con la presidenza di Donald Trump, un nuovo movimento facente parte del novero dell'estremismo antigovernativo – il movimento Boogaloo – è stato oggetto di numerose controversie negli Stati Uniti d'America. I Boogaloo Bois sono stati definiti dagli esperti di antiterrorismo Bruce Hoffman e Jacob Ware come una minaccia terroristica che mira a "rovesciare il governo esistente e sostituirlo con un sistema anarcocapitalista non ben definito". Il movimento è stato associato a vari atti di violenza, tra cui l'omicidio di due agenti di polizia, il tentato rapimento della governatrice del Michigan Gretchen Whitmer e il tentato rapimento del governatore della Virginia Ralph Northam.
Nel giugno 2020, il Dipartimento della Sicurezza Interna degli Stati Uniti ha risposto a un articolo di Politico sul movimento Boogaloo, affermando che un bollettino di intelligence rilasciato dall'agenzia "NON identifica il movimento Boogaloo come di sinistra O di destra" e ha sottolineato che "si tratta semplicemente di estremisti violenti provenienti da entrambe le estremità dello spettro ideologico". Le posizioni all'interno del movimento Boogaloo sono state generalmente definite come "libertarie di destra", "nazionaliste bianche/suprematiste" e "anarchiche". Gli aderenti del movimento sono stati accusati di avere obiettivi accelerazionisti.
Mark Pitcavage, ricercatore presso il Center on Extremism dell'Anti-Defamation League (ADL), ha identificato il disprezzo dei Boogaloo per le forze dell'ordine come la caratteristica distintiva che li differenzia da altri gruppi di miliziani, che di solito sono a favore delle forze dell'ordine. Questa avversione è stata attribuita all'uccisione di Duncan Lemp, considerato un martire nel movimento.
Nel luglio 2020 Michael Robert Solomon un estremista del movimento boogaloo è stato arrestato per complotti terroristici durante i disordini di George Floyd. In un'intervista, Solomon si è identificato come un "anarcocapitalista". J.J. MacNab, ricercatrice assegnista del Programma sull'Estremismo della George Washington University, ha commentato: "Solo perché non sono suprematisti bianchi non significa che non siano estremisti antigovernativi che vogliono distruggere i poliziotti e il resto del governo", ha detto MacNab. "Quello che vogliono fare è uccidere i poliziotti, uccidere i politici, scatenare il caos in modo che il loro mondo anarcocapitalista possa emergere. È accelerazionismo. Ma non è l'accelerazionismo dei suprematisti bianchi".

### I progetti anarcocapitalisti
Il miliardario Peter Thiel, autodefinitosi anarcocapitalista a detta del The Guardian, è uno dei principali sostenitori del movimento “seasteading”. L'obiettivo prefissato è la costruzione di città-Stato autonome galleggianti nelle acque internazionali. Thiel è stato criticato per la sua partecipazione alle conferenze della Property and Freedom Society (PFS), alle quali hanno partecipato personalità identitarie, come il famoso nazionalista bianco statunitense Jared Taylor. La PFS promuove "la proprietà privata giustamente acquisita, la libertà di contratto, la libertà di associazione, che implica logicamente il diritto di non associarsi o di discriminare chiunque nei propri rapporti personali e d'affari", alla guida dell'organizzazione l'accademico Hans-Hermann Hoppe che ha espresso il desiderio che le città e i villaggi possano "affiggere cartelli con i requisiti per l'ingresso in città e, una volta in città, per l'ingresso in determinate proprietà (niente mendicanti o barboni o senzatetto, ma anche niente musulmani, induisti, ebrei, cattolici, ecc.); cacciare coloro che non soddisfano questi requisiti come intrusi".
Il Free State Project  è un progetto di immigrazione politica libertario e anarcocapitalista fondato nel 2001 per reclutare 20.000 libertari e trasferirsi in uno stato degli Stati Uniti d'America con una popolazione bassa per farlo diventare una roccaforte delle idee libertare. Si trova nel New Hampshire e organizza due eventi annuali: il New Hampshire Liberty Forum e Porcfest. New Hampshire è classificato primo nella classifica "Freedom in the 50 states"  creata dal Cato Institute.

## Teoria

### Diritto e giustizia

#### Norme giuridiche e diritti

##### Legge privata ediritto di exit
La legge nell'anarcocapitalismo è rappresentata dall'insieme di norme giuridiche definite come le "regole obbligatorie stabilite dal proprietario (o dai comproprietari)". La fonte del diritto è rappresentata dalla figura del proprietario; tali norme non sono soggette a discrezionalità, ossia, una volta entrati nella proprietà altrui, il rispetto delle norme diventa obbligatorio. Di conseguenza, la società anarcocapitalista è composta da varie comunità autonome, dette "strutture proprietarie", nelle quali gli individui hanno un diritto di exit che li svincola, una volta usciti da una struttura proprietaria, dal rispettare le norme di quella specifica comunità. La convivenza delle comunità si basa sul rispetto reciproco del principio di non aggressione. Gli anarcocapitalisti vedono in questa proposta di società un superamento della statualità del diritto.
I contenuti del codice giuridico sarebbero limitati alla definizione dei diritti di proprietà, al principio libertario della non aggressione e alla redazione delle sanzioni massime per ogni tipo di crimine. Ma sarebbero imperativi per tutti. Altri aspetti procedurali invece possono variare sulla base delle scelte di mercato dei clienti e dei tribunali. Le norme potrebbero essere quelle proposte da agenzie di protezione oppure dai proprietari delle unità territoriali (luoghi di lavoro, negozi, strutture residenziali). Gli individui/clienti sceglierebbero in base al codice giuridico preferito. Il proprietario dell’azienda, del centro commerciale o dell’unità residenziale (edificio, isolato, quartiere) farebbe sottoscrivere un contratto con la relativa norma sulla sanzione (risarcimento ai congiunti della vittima, reclusione ecc.). L’incentivo a inserire la norma sarebbe fortissimo, perché nessuno vorrebbe frequentare luoghi in cui l’omicidio è impunito. «E poiché tutti i contratti di questo tipo conterrebbero tali clausole (eccetto forse in alcune zone molto eccentriche frequentate da persone che amano vivere pericolosamente), si potrebbe dire che nell’intera società anarchica “l’omicidio è illegale”, anche se le norme sulla prova o le sanzioni potrebbero differire da area ad area. Gli aspetti procedurali verrebbero stabiliti, come per gli altri beni e servizi, dal meccanismo di mercato dei profitti e delle perdite. I clienti desidereranno agenzie attente ai diritti del querelato; al tempo stesso i proprietari dei negozi o delle aziende pretenderanno meccanismi efficaci per la cattura e la sanzione del colpevole. Saranno le preferenze degli acquirenti dei servizi dell’agenzia, così come sono espresse nelle somme pagate (presso quale agenzia compreranno), a stabilire il giusto mix nelle procedure. Per quanto riguarda il forte incentivo a comportamenti corretti rappresentato dalla reputazione, e dai profitti a essa connessi.
Queste comunità private predisporrebbero al loro interno tutti i servizi: strade, parcheggi, aree verdi, illuminazione, fognature, nettezza urbana, produzione e distribuzione di elettricità, strutture ricreative, impianti sportivi, e anche la protezione dal crimine. Il tutto finanziato dai canoni mensili dei residenti, o dalle quote associative nei modelli comproprietari. Tali contributi sostituiscono le imposte, senza la natura coercitiva di queste e con un chiaro rapporto con il beneficio atteso, che la tassazione statale invece offusca completamente. Un modello simile inoltre fa venir meno i requisiti della non escludibilità e non rivalità che, in base alla teoria dei “beni pubblici”, genererebbero il problema del free rider. I costi di transazione, cui in sostanza si riduce la teoria dei fallimenti di mercato, sono ampiamente ridimensionati, grazie anche allo sviluppo tecnologico contemporaneo. I servizi oltre tutto verrebbero prestati con un grado di efficienza incomparabilmente superiore rispetto agli standard statali, grazie al calcolo economico effettuato con prezzi di mercato, alla concorrenza e all’agilità garantita dalla duttilità del livello dimensionale. In entrambi i casi verrebbero stabilite anche le regole d’uso, nel primo caso dal proprietario, nel secondo probabilmente da un accordo fra i comproprietari o da un corpo elettivo, che si traduce nella “carta costitutiva” dell’associazione. Le comunità si costituirebbero attraverso l’adesione volontaria degli individui ai set di norme stabiliti da vari proprietari. Come il condomino deve rispettare il regolamento condominiale, così il residente deve rispettare le leggi del comprensorio. In tali “Stati contrattuali”, secondo la definizione degli economisti Donald J. Boudreaux e Randall G. Holcombe, dunque il proprietario offre agli acquirenti o affittuari in un unico pacchetto la proprietà e le norme.
David D. Friedman, come Hoppe, propone sistemi di legge che «saranno prodotti a scopo di lucro sul mercato [...] Ci potrebbe essere concorrenza tra le diverse "marche" di leggi, proprio come c'è concorrenza tra le diverse marche di automobili». Friedman afferma che se questo porterebbe a una società libertaria "resta da dimostrare", è possibile che si producano leggi molto poco libertarie, come quelle contro la droga, ma è convinto che ciò sarebbe raro.

##### Posizioni sulle libertà civili e i diritti umani

###### Libertà di espressione
I sostenitori dell'anarcocapitalismo sostengono che i diritti e le libertà civili, come la libertà di parola, dipendano dalla discrezione dei proprietari delle unità territoriali. Ad esempio, Hoppe ha affermato che non esiste un diritto alla libertà di parola sulla proprietà altrui. Questa visione è stata supportata anche da Rothbard, il quale ha criticato i diritti umani sostenendo che la libertà di parola dovrebbe essere limitata alla proprietà di ciascuno o a accordi tra i proprietari. Secondo questo punto di vista, l'intolleranza è una giustificabile espressione del diritto di proprietà.

###### Libertà di movimento
Nel contesto dell'anarcocapitalismo o "anarchia ordinata", si sostiene che tutte le terre siano di proprietà privata, comprese le strade, i fiumi, gli aeroporti e i porti. I proprietari hanno il diritto di decidere chi ammettere o escludere dalle loro proprietà in base ai propri titoli di proprietà limitati o illimitati. Rispetto ad altre forme di proprietà, il titolo di proprietà può presentare diverse limitazioni. Il proprietario può essere soggetto a restrizioni contrattuali che determinano ciò che può essere fatto con la proprietà, come ad esempio covenant restrittivi, regolamentazioni sulla zonizzazione, ecc. Tali limitazioni potrebbero includere l'utilizzo residenziale anziché commerciale, il divieto di costruire edifici di più di quattro piani, oppure la proibizione di vendere o affittare la proprietà a determinate categorie di persone.
Ciò implica che non esiste una libertà di immigrazione o un diritto di circolazione degli immigrati nel sistema anarcocapitalista. Sia Hoppe che Rothbard sostengono che i proprietari hanno il diritto assoluto di discriminare a piacimento nella vendita, noleggio o affitto delle loro proprietà.
Hans-Hermann Hoppe sottolinea che ci potrebbero essere territori con regole di ammissione più o meno restrittive, a seconda delle decisioni dei singoli proprietari o delle associazioni di proprietari:
Secondo Walter Block, nel contesto del codice giuridico libertario, solo i proprietari hanno il diritto di escludere gli altri dall'ingresso. Tuttavia, nessuno può impedire a un proprietario di un immobile di invitare una persona nella sua casa o nel suo negozio.
Nel contesto della discriminazione Rothbard ha chiesto l'eliminazione "dell'intera struttura dei 'diritti civili'", affermando che essa "calpesta i diritti di proprietà di ogni americano". Si è sempre espresso a favore dell'abrogazione della legge sui diritti civili del 1964, compreso il titolo VII relativo alla discriminazione sul lavoro, e ha chiesto l'annullamento della decisione Brown v. Board of Education, sostenendo che l'integrazione scolastica imposta dallo Stato viola i principi libertari.

##### Posizioni sui diritti degli animali
Walter Block ha articolato la sua posizione in un dibattito del 2017 sui diritti degli animali. Block ritiene che il principio di non aggressione non si applichi agli animali e che il diritto dei loro proprietari umani di uccidere, torturare o abusare in altro modo degli animali di loro proprietà possa essere un corollario inevitabile delle premesse libertarie. Ciò in quanto sarebbe controproducente per il proprietario incidere negativamente su una propria proprietà. A differenza di quanto avviene nel caso in cui gli animali non sono di proprietà di alcuno e di conseguenza nessuno ha interesse ad esercitarne protezione.

##### Modi di acquisto della proprietà
Il diritto di proprietà, fondato sul principio del "primo ad usare, primo a possedere", è assoluto e perpetuo e per tale motivo la proprietà come intesa dagli anarcocapitalisti è incompatibile con la tassazione. Gli anarcocapitalisti respingono ogni forma di giustizia distributiva e, sebbene ispirati dal discorso riguardante il diritto di proprietà del filosofo John Locke, essi rifiutano la clausola limitativa della proprietà condivisa da georgisti e liberali classici.
Gli anarcocapitalisti, Linda e Morris Tannehill, nel loro libro del 1970 The Market for Liberty, sostengono che rivendicare fisicamente la terra (ad esempio recintandola o mettendola in evidenza) è un modo sufficiente per ottenere un titolo di proprietà, rifiutando così il principio di homestead perché definito dai due autori come criterio arbitrario.

##### Escludibilità e rivalità dei beni economici
Il proprietario ha il diritto di escludere o di accogliere chi vuole nella sua proprietà. Non esistendo i confini politico-amministrativi dello Stato, non vi sarebbe alcuna politica uniforme di “accoglienza” o di “chiusura” nei confronti degli immigrati, bensì volontà singole e singoli accordi. Presumibilmente, le persone si aggregherebbero sulla base di una o più caratteristiche che sinteticamente Hoppe definisce “etno-culture”: razza, etnia, lingua, religione, cultura, stile di vita. È improbabile che il proprietario escluda le persone sulla base di una semplice differenza di opinioni. «Se lo facesse riuscirebbe ad attrarre all’interno della comunità solo i seguaci di un guru. Generalmente la discriminazione sarà basata sulle differenze nei comportamenti, nel modo di esprimersi e nell’aspetto, su ciò che le persone fanno e sul modo in cui agiscono in pubblico, sulla lingua, la religione, l’etnia, i costumi, la classe sociale ecc. Il proprietario discrimina in funzione del conseguimento di un alto grado di omogeneità di comportamento nella sua comunità e in modo da evitare o ridurre le tensioni e i conflitti all’interno – nel gergo economico: per ridurre i costi di transazione. I soggetti più "inclusivi" – congettura di Hoppe – sarebbero i proprietari di infrastrutture di trasporto come le strade, le stazioni ferroviarie, i porti e gli aeroporti; nonché i proprietari di strutture situate in aree turistiche, perché il loro guadagno dipende dalla circolazione delle persone. Invece i più restrittivi sarebbero i proprietari di zone residenziali, perché nelle abitazioni, e nelle adiacenze di esse, le persone in genere desiderano vivere protette, sicure, non disturbate da rumori o intrusioni. Condomini, isolati o quartieri insicuri e privi di controlli vedrebbero crollare il loro valore di mercato.
In contrasto con la teoria dominante le strade non dovrebbero essere beni pubblici (ossia, non rivali e non escludibili), nell'anarcocapitalismo verrebbero incorporate in una data unità territoriale oppure essere proprietà di compagnie stradali private (soluzione più probabile per le autostrade e le strade a lunga percorrenza), con riscossione di un pedaggio in relazione alla distanza percorsa, alle dimensioni del veicolo e agli orari di transito. Le strade brevi o di quartiere potrebbero essere retribuite dai proprietari di case per i servizi di manutenzione, miglioramento e sorveglianza. Ciascun proprietario avrebbe il diritto di fissare norme di comportamento - velocità, utilizzo delle cinture, tasso alcolemico ecc. - per la circolazione nella propria strada o autostrada. Non si possono prevedere gli esiti del mercato: inizialmente alcuni imporrebbero norme severe, altri permissive, con vari gradi all’interno dei due estremi, ma sarebbero i desideri dei consumatori a decretare il successo del miglior set di regole, conferendo i maggiori profitti agli imprenditori che offrono il miglior prodotto (in questo caso le regole) al prezzo più basso.
Per quanto riguarda il territorio, tutte le aree oggi pubbliche o demaniali, comprese le strade, non sarebbero altro che un mosaico di proprietà private, dalle dimensioni più disparate, appartenenti a individui, imprese, cooperative o a qualsiasi altro raggruppamento volontario di soggetti privati, con un notevole grado di autosufficienza sia in termini organizzativi sia normativi. Nelle zone densamente abitate si puÚ passare dalla proprietà individuale o consociata di un singolo edificio, a quella di un isolato, di un quartiere, di un comprensorio, di una città o di un’area metropolitana. Ciascuno dei quali può assumere, a discrezione dei residenti, la struttura di gated community. Al territorio si possono assimilare tutte le zone della terra, come gli oceani, le foreste, le praterie e le acque interne, la cui privatizzazione, secondo gli anarcocapitalisti, rappresenta anche la soluzione alla questione ambientale.

#### Modalità di privatizzazione del demanio
La trasformazione delle proprietà pubbliche in proprietà private, secondo gli anarcocapitalisti, avverebbe in questo modo: Innanzi tutto, ai proprietari che sono stati espropriati, o ai loro eredi, devono essere restituiti, senza alcun onere, i beni in questione. Per quanto riguarda le proprietà che non vengono reclamate da alcuno, la soluzione migliore è quella delle associazioni in comproprietà. Tuttavia la modalità di attribuzione dovrebbe essere diversa a seconda che il regime precedente fosse un socialismo spinto o una socialdemocrazia di tipo occidentale. Nel primo caso i beni dovrebbero essere attribuiti a coloro che li usano – dunque ciascuna singola fattoria ai contadini, fabbrica agli operai, strada ai residenti, scuola agli insegnanti e così via; perché essi e soltanto essi hanno un legame concreto e intersoggettivamente accertabile con queste risorse (homesteading).» importante che le quote di proprietà di ciascuno siano commerciabili, in modo che un singolo soggetto, particolarmente intraprendente, possa diventare proprietario di una o più unità produttive (scuole, ospedali, fabbriche ecc.) acquistando le quote altrui; consentendo così un continuo trasferimento della proprietà dagli individui meno produttivi a quelli più produttivi.
Nel caso invece di un’economia mista, non sarebbe morale attribuire le strutture pubbliche summenzionate a coloro che vi lavorano, perchÈ questi hanno vissuto delle tasse pagate dai produttivi, circostanza assente nel socialismo di tipo sovietico. I produttivi, attraverso le imposte, hanno consentito la realizzazione e il mantenimento di quegli edifici, dunque sono gli ex-contribuenti che hanno titolo a quelle proprietà, in relazione all’ammontare di tributi versato. Per quanto riguarda le infrastrutture viarie e residenziali, come si è già visto, è ragionevole che esse siano attribuite ai residenti, anche in questo caso con una ripartizione delle quote proporzionale ai tributi pagati da ciascuno.

#### Problema delle esternalità
Gli anarcocapitalisti propongono la privatizzazione come soluzione alla questione ambientale. Secondo Rothbard, le esternalità possono essere punite solo una volta che viene dimostrato il danno causato da esse. Tuttavia, egli sostiene che l'inquinamento atmosferico non viola necessariamente il principio di non aggressione. Ad esempio, nell'esempio dell'aeroporto che emette rumore in eccesso, Rothbard afferma che l'aeroporto ha già acquisito il diritto di emettere un certo livello di rumore nell'area circostante. Questa acquisizione di diritto è basata sul concetto di "prescrizione" legale, secondo il quale una persona che compie un'azione acquisisce un diritto prescrittivo di proprietà. Allo stesso modo, se una fabbrica inquina una proprietà precedentemente inutilizzata, si può dire che la fabbrica ha acquisito un diritto ad inquinare l'area circostante.
Per il problema della congestione da traffico, affermano che in quanto lo spazio è una risorsa scarsa, e quanto più lo è tanto più alto sarà il prezzo da pagare per il passaggio. I pedaggi varierebbero anche in relazione all’orario, con tariffe più alte nelle ore di punta.

#### Obiezioni e criticità
Gli autori miniarchici criticano la proposta anarcocapitalista sostenendo che porterebbe inevitabilmente a un mondo di piccoli Stati ultraminimi. In particolare, il miniarchico Paul Birch afferma che l'anarcocapitalismo si dissolverebbe in una società di città-Stato, e l'incertezza delle norme creerebbe un terreno fertile per sistemi oppressivi, con la possibilità che possano svilupparsi sistemi autoritari di tipo fascista o comunista. La critica libertaria all'anarcocapitalismo è la sua incapacità di limitare i tipi di legge che saranno prodotti dalle forze di mercato. Se quasi tutti desiderano restrizioni su un particolare comportamento, una società anarcocapitalista potrebbe imporre tali restrizioni, mentre una società libertaria non lo farà.
Robert Nozick, altro autore miniarchico, sostiene che la formazione di Stati ultraminimi (e successivamente di Stati minimi) avvenga attraverso processi spontanei. D'altra parte, gli anarcocapitalisti non riconoscono il concetto di Stato ultraminimo.
Jacob Jensen considera l'anarcocapitalismo fondamentalmente anti-Misesiano e anti-neoliberale, etichettando le idee di Rothbard e Hoppe come arretrate e troppo focalizzate sulla segregazione e i piccoli agricoltori, piuttosto che sulla figura dell'imprenditore in senso più ampio. Per Jensens l'anarcocapitalismo si fonda sul mito della frontiera americana, ossia una visione agricola del colono isolato e della sua famiglia; l'anarcocapitalismo sarebbe l'autoisolamento degli individui, citando il sostegno di Rothbard per le comunità separatiste nere e quelle del potere bianco che si scontrano con il pensiero integrazionista, cosmopolita e globalista di Ludwig von Mises.

### Diritti

#### Proprietà di beni fisici
Gli anarcocapitalisti credono nel principio di appropriazione originale, noto come "homestead principle" o "homesteading", secondo il quale la proprietà della terra viene acquisita attraverso l'uso e l'occupazione (first-use-first-own). Questa dottrina è ispirata al discorso riguardante il diritto naturale di proprietà del filosofo inglese John Locke, tuttavia gli anarcocapitalisti respingono la condizione di sufficienza e le norme derivate da essa. A differenza di altre filosofie politiche, come il georgismo o il liberalismo classico, gli anarcocapitalisti si oppongono alla tassazione dei proprietari di risorse naturali. Sostengono la proprietà privata dei mezzi di produzione e l'allocazione del prodotto del lavoro attraverso il libero mercato e il lavoro salariato. Secondo gli anarcocapitalisti, l'appropriazione originale avviene quando un individuo utilizza una risorsa precedentemente non utilizzata, come la terra, e la "mescola con il proprio lavoro", conferendogli un "diritto assoluto" di proprietà permanente, indipendentemente dall'uso continuato della risorsa.

#### Proprietà di beni immateriali
I teorici anarcocapitalisti sono divisi sul tema della proprietà intellettuale. Tra gli oppositori anarcocapitalisti dei diritti di proprietà intellettuale (ossia, dei marchi registrati, dei brevetti e del copyright) figurano Wendy McElroy, Jeffrey Tucker, Stephan Kinsella e Hans-Hermann Hoppe. Il principale oppositore, Kinsella, sostiene che i diritti di proprietà possono essere applicati solo a risorse che sono scarse, cosa che la proprietà intellettuale non è. Kinsella sostiene inoltre che l'unico modo in cui i diritti di proprietà intellettuale possono essere implementati è quello di limitare i diritti di proprietà fisica degli altri.
Murray Rothbard, il più noto esponente dell'anarcocapitalismo, sosteneva la necessità di consentire termini infiniti di copyright derivanti dal contratto ed era sfavorevole al ruolo statale nella protezione della proprietà intellettuale. Si opponeva ai brevetti ma parteggiava per un sistema di contratto a favore del diritto d'autore, che poteva comunque essere infranto da un terzo – qualsiasi parte esclusa dal contratto.
La fazione a favore della proprietà intellettuale è composta invece da Morris e Linda Tannehill e Jarret B. Wollstein. Morris e Linda propongono che le idee sotto forma di invenzioni possano essere registrate in una "banca dati" di proprietà privata. Jarret propone delle agenzie di giustizia che includono gli uffici per i brevetti e i diritti d'autore, l'applicazione dei contratti e la prevenzione delle frodi.
David D. Friedman afferma "che ci sono buoni argomenti su entrambi i lati della questione", rimanendo neutrale sul tema.

#### Beni demaniali
Nell'anarcocapitalismo non esistono i beni demaniali, che sono quei beni che solitamente sono proprietà pubblica, cioè la proprietà destinata per l'uso pubblico; gli anarcocapitalisti promuovono la privatizzazione totale di tutte le risorse naturali della Terra (inclusi fiumi e sezioni degli oceani). Tutte le proprietà pubbliche verrebbero privatizzate, quindi spetterebbe ai singoli proprietari decidere chi potrà attraversare i loro terreni, strade e corsi d'acqua, stabilendo rapporti contrattuali con i terzi, al fine di attirare i detti alla frequentazione ovvero scoraggiare all'accesso, in base alla destinazione economica che il proprietario imprime al proprio bene (es: vietare l'ingresso a tutti in un cortile della propria abitazione privata oppure incoraggiare tutti all'accedere ove l'immobile sia destinato ad attività commerciale).

### Principio di non aggressione
Il principio di non aggressione (Non-aggression principle, N.A.P.; anche detto assioma di non aggressione) è un principio dell'etica e del diritto anarcocapitalista in cui l'aggressione è definita come «l'iniziazione della minaccia o l'uso della forza fisica contro un individuo o una proprietà», l'aggressione è anche sinonimo di "invasione". La violazione della proprietà, anche in stato di necessità è considerata illecita, il proprietario può dunque impedire all'altro individuo di appropriarsi del bene in ogni circostanza, in contrasto sia con la tradizione giusnaturalista (si veda John Locke e Tommaso d'Aquino per esempio) sia con l'utilitarismo liberale di John Stuart Mill (si veda il principio del danno) che riconoscono lo stato di necessità .

#### Inquinamento
Secondo Rothbard, le esternalità possono essere punite solo una volta che viene dimostrato il danno causato da esse. Tuttavia, egli sostiene che l'inquinamento atmosferico non viola necessariamente il principio di non aggressione. Ad esempio, nell'esempio dell'aeroporto che emette rumore in eccesso, Rothbard afferma che l'aeroporto ha già acquisito il diritto di emettere un certo livello di rumore nell'area circostante. Questa acquisizione di diritto è basata sul concetto di "prescrizione" legale, secondo il quale una persona che compie un'azione acquisisce un diritto prescrittivo di proprietà. Allo stesso modo, se una fabbrica inquina una proprietà precedentemente inutilizzata, si può dire che la fabbrica ha acquisito un diritto ad inquinare l'area circostante.

#### Molestie sessuali sul posto di lavoro
Nella sua pubblicazione On the Women's Liberation, or the Male Chauvinist Pig As Hero, Block afferma che anche le molestie sessuali «che avvengono tra la segretaria e il suo capo non sono un'azione coercitiva». Sostiene che «se i pizzicotti e le molestie sessuali sono vietati nei luoghi privati, si violano i diritti di coloro che desiderano volontariamente intraprendere tali pratiche». Block sostiene che la prova della natura "volontaria" di tale atto in un luogo privato è che "la persona messa in pericolo" (la donna vittima) «non ha alcun diritto sul luogo privato in questione».

### Schiavitù contrattuale
La schiavitù contrattuale (chiamata anche «schiavitù volontaria») è un concetto discusso fra i teorici anarcocapitalisti, un suo principale sostenitore è Walter Block che, sempre al fine di estremizzare i concetti dell'anarcocapitalismo, si oppone alla inalienabilità della persona e ritiene insussistente la differenza di forza contrattuale (anche in stato di necessità)

### Organizzazione e governo
Malgrado alcuni sostenitori dell'anarcocapitalismo si definiscano "anarchici", le organizzazioni territoriali che esercitano il potere in questo sistema, al fine di mantenere un ordinamento giuridico, possono essere considerate degli Stati, come sottolineato da Paul Birch.  Hans-Hermann Hoppe, un teorico dell'anarcocapitalismo, ha espresso più volte il suo sostegno all' aristocrazia e alla monarchia contrapposta alla democrazia, sostenendo che la monarchia è generalmente superiore alla democrazia in quanto incentiva un approccio a lungo termine, anche se Hans-Hermann Hoppe non si considera un monarchico. Ha anche indicato il Principato del Liechtenstein come il suo modello ideale, sognando un'Europa composta da 1.000 Liechtenstein.

### Diritti e libertà civili
I sostenitori dell'anarcocapitalismo sostengono che i diritti e le libertà civili, come la libertà di parola, dipendano dalla discrezione dei proprietari del territorio. Ad esempio, Hoppe ha affermato che non esiste un diritto alla libertà di parola sulla proprietà altrui. Questa visione è stata supportata anche da Rothbard, il quale ha criticato i diritti umani sostenendo che la libertà di parola dovrebbe essere limitata alla proprietà di ciascuno o a accordi tra i proprietari. Nel movimento anarcocapitalista, l'intolleranza è giustificata come un'espressione del diritto di proprietà.. Rothbard ha anche sostenuto politicamente figure segregazioniste come David Duke, ex leader del Ku Klux Klan. Queste posizioni hanno portato a considerazioni sul movimento anarcocapitalista come un movimento compatibile con il razzismo. Hans-Hermann Hoppe, erede intellettuale di Rothbard, ha difeso la segregazione come prerogativa dei proprietari. Afferma inoltre che nell'anarcocapitalismo i quartieri potrebbero essere etnicamente o economicamente diversi tra loro, aggiungendo che:
Secondo Rothbard, Malcolm X era un "grande leader nero" perché sosteneva la separazione razziale, mentre Martin Luther King Jr., l'integrazionista, era considerato un favorito dei bianchi. Rothbard riteneva che King fosse la principale forza che frenava la rivoluzione nera in corso. Definendo King come un "integrazionista coercitivo", Rothbard criticava anche Abraham Lincoln, definendolo uno dei principali despota nella storia americana. Rothbard sosteneva la campagna presidenziale del segregazionista Strom Thurmond nel 1948 e le campagne di David Duke, ex leader del KKK, per cariche politiche negli anni Novanta. Rothbard elogiava Duke e lo considerava un modello per coinvolgere i "bifolchi" nel movimento libertario. Secondo Rothbard, l'appello all'uguaglianza era un pericolo che avrebbe distrutto ciò che era importante per gli esseri umani.
Hoppe, simile a Rothbard, ha mantenuto stretti legami con individui apertamente razzisti e sostenitori della supremazia razziale, come ad esempio Richard Spencer. In relazione alla questione della razza, Hoppe ha espresso le sue opinioni nel suo articolo intitolato "Teoria e Storia":
(Hoppe (1997). "On Theory and History. Reply to Benegas-Lynch, Jr.". Published in Gerard Radnitzky, ed., Values and the Social Order, Vol. 3 (Aldershot: Avebury, 1997).)
Hoppe ha anche dichiarato in una conferenza del Mises Institut Deutschland che le popolazioni africane hanno un basso quoziente intellettivo generale per via della selezione naturale.
Secondo un rapporto del 2000 del Southern Poverty Law Center (SPLC), Jeffrey Tucker, un sostenitore dell'anarcocapitalismo, ha contribuito con articoli per le pubblicazioni della League of the South (LoS), un gruppo neoconfederato e nazionalista bianco. Il SPLC ha riferito che sul sito web della League of the South, Tucker era menzionato come membro fondatore, ma Tucker stesso ha negato di farne parte. Esistono vari promotori della segregazione razziale che si identificano o si sono identificati come "anarcocapitalisti", tra questi Christopher Cantwell e Stefan Molyneux.

### Teoria retributiva della giustizia

#### Servitù debitoria e pena di morte
Rothbard sostiene una «teoria francamente retributiva della punizione» descritta anche come un sistema «occhio per occhio dente per dente». Rothbard sottolinea che tutte le punizioni devono essere proporzionali, affermando che «il criminale, o l'invasore, perde i suoi diritti nella misura in cui ha privato un altro uomo dei suoi». Applicando la sua teoria retributiva, Rothbard afferma che un ladro «deve pagare il doppio del furto». Rothbard fa l'esempio di un ladro che ha rubato 15.000 dollari e dice che non solo dovrebbe restituire il denaro rubato, ma anche fornire alla vittima altri 15.000 dollari, denaro a cui il ladro ha rinunciato. Il ladro sarebbe «messo in uno stato di schiavitù nei confronti della sua vittima» se non è in grado di pagarla immediatamente, in pratica la servitù debitoria. Rothbard applica la sua teoria anche per giustificare le percosse e le torture ai criminali violenti, anche se le percosse devono essere proporzionali ai crimini per i quali vengono puniti; lo stesso si applica alla pena di morte, limitata alla punizione dell'omicidio.
Stando a Matthew O'Keefee, alcuni anarcocapitalisti ritengono che le carceri o la servitù debitoria sarebbero istituzioni giustificabili per affrontare coloro che violano i rapporti di proprietà anarcocapitalisti, mentre altri ritengono che l'esilio o la restituzione forzata siano sufficienti. Bruce L. Benson sostiene che i codici legali possono imporre danni punitivi per gli illeciti intenzionali nell'interesse di scoraggiare il crimine. Benson fa l'esempio di un ladro che si introduce in una casa forzando la serratura. Anche se viene catturato prima di aver preso qualcosa, Benson sostiene che il ladro sarebbe comunque in debito con la vittima per aver violato la sacralità dei suoi diritti di proprietà. Benson ritiene che, nonostante la mancanza di perdite oggettivamente misurabili in questi casi, «le regole standardizzate che sono generalmente percepite come eque dai membri della comunità sarebbero, con ogni probabilità, stabilite attraverso i precedenti, consentendo alle sentenze di specificare i pagamenti che sono ragionevolmente appropriati per la maggior parte dei reati».

#### Tortura di sospetti criminali
Nel capitolo dodici de L'etica della libertà, Rothbard rivolge la sua attenzione ai sospetti arrestati dalla polizia. Egli sostiene che la polizia dovrebbe essere in grado di torturare alcuni tipi di sospetti criminali, compresi gli accusati di omicidio, per ottenere informazioni relative al loro presunto crimine. Scrive Rothbard: «Supponiamo [...] che la polizia picchi e torturi un sospetto omicida per trovare informazioni (non per strappare una confessione, poiché ovviamente una confessione forzata non potrebbe mai essere considerata valida). Se il sospetto si rivela colpevole, allora la polizia dovrebbe essere scagionata, perché in quel caso ha distribuito all'assassino solo una parte di ciò che gli spetta in cambio; i suoi diritti erano già stati incamerati in misura maggiore. Ma se il sospetto non viene condannato, allora significa che la polizia ha picchiato e torturato un uomo innocente, e che a sua volta deve essere messa sul banco degli imputati per aggressione criminale». Gene Callahan esamina questa posizione e conclude che Rothbard rifiuta la convinzione ampiamente diffusa che la tortura sia intrinsecamente sbagliata, indipendentemente dalla vittima. Callahan prosegue affermando che lo schema di Rothbard offre alla polizia un forte motivo per incastrare il sospettato dopo averlo torturato.

#### Processo agli impiegati statali
Block ha scritto sull'eventuale punizione di coloro che avessero svolto «attività stataliste, governative o altre attività malavitose», affermando di voler indire un processo agli impiegati statali, sul modello del processo di Norimberga. Block sostiene che ci dovrebbe essere «una presunzione che tutti gli impiegati statali siano colpevoli di un crimine contro l'umanità», salvo certi casi, come il deputato statunitense e membro illustre del Mises Institute Ron Paul. Block esamina questioni come la restituzione di terreni sottratti con l'esproprio e la possibile punizione di politici, impiegati del fisco e altri che hanno collaborato ad attività governative.

### Diritti dei bambini e obblighi dei genitori

#### Vendita di minori, diritto all'aborto e diritto d'abbandono
In L'etica della libertà, Rothbard esplora le questioni relative ai diritti dei bambini in termini di autoproprietà e di contratto. Queste includono il sostegno al diritto all'aborto della donna, la condanna dei genitori che mostrano aggressività verso i bambini e l'opposizione allo Stato che obbliga i genitori a prendersi cura dei bambini. Sostiene inoltre che i bambini hanno il diritto di fuggire dai genitori e di cercare nuovi tutori non appena sono in grado di scegliere di farlo. Egli sostiene che i genitori hanno il diritto di dare un bambino in adozione o di venderne i diritti in un contratto, in quello che Rothbard suggerisce essere un "fiorente libero mercato di bambini". Egli ritiene che la vendita dei bambini come beni di consumo in accordo con le forze di mercato - sebbene una cosa "superficialmente mostruosa" - porterà benefici a "tutti" i soggetti coinvolti nel mercato: "i genitori naturali, i bambini e i genitori affidatari che acquistano".
Secondo Rothbard, "il genitore non dovrebbe avere l'obbligo legale di nutrire, vestire o educare i propri figli, poiché tali obblighi comporterebbero atti positivi imposti al genitore e lo priverebbero dei suoi diritti". Rothbard ha quindi affermato che i genitori dovrebbero avere il diritto legale di lasciar morire di fame qualsiasi neonato e dovrebbero essere liberi di impegnarsi in altre forme di abbandono dei bambini. Tuttavia, secondo Rothbard, "la società puramente libera avrà un fiorente libero mercato dei bambini". In una società completamente libertaria, ha scritto, "l'esistenza di un libero mercato dei bambini ridurrà al minimo questo tipo di "negligenza".
L'economista Gene Callahan dell'Università di Cardiff, già studioso del Mises Institute affiliato a Rothbard, osserva che Rothbard permette "all'eleganza logica della sua teoria legale" di "prevalere su qualsiasi argomentazione basata sulla riprovevolezza morale di un genitore che guarda oziosamente il suo bambino di sei mesi morire lentamente di fame nella culla".

#### Lavoro infantile
Le posizioni di Rothbard sono sostenute anche dal teorico anarcocapitalista Walter Block. Block afferma che i genitori adottivi che non sono in grado di pagare i genitori biologici "sono responsabili del trauma e del crepacuore che oggi accompagnano l'adozione negli Stati Uniti". Walter Block si è espresso a favore del lavoro infatile, promuovendo in materia l'abolizione delle leggi sul lavoro.

### Anarcocapitalismo e liberalismo
I teorici anarcocapitalisti sostengono che il liberalismo sia statalista, per tale motivo la maggior parte dei teorici ancap (ad esempio, Murray N. Rothbard, Hans-Hermann Hoppe e Jesús Huerta de Soto) rigettano la filosofia politica liberale. La critica degli anarcocapitalisti si estende anche ai pensatori neoliberali (talvolta definiti in Italia "neoliberisti") come Friedrich Hayek e Milton Friedman. Per Rothbard La società libera (The Constitution of Liberty) di F. A. Hayek non può in alcun modo fornire i criteri o le basi per un sistema libertario come inteso da lui; sempre nel saggio L'etica della libertà Rothbard avanza critiche nei confronti di Isaiah Berlin, Ludwig von Mises e Robert Nozick. Hoppe afferma che Hayek era un oppositore della tradizione austriaca, identificandolo come "empirista britannico". Rothbard descrisse M. Friedman e la Scuola di Chicago come statalista e autoritaria, evidenziandone le politiche monetarie, mentre Walter Block descrive M. Friedman come un "socialista".

## Bitcoin

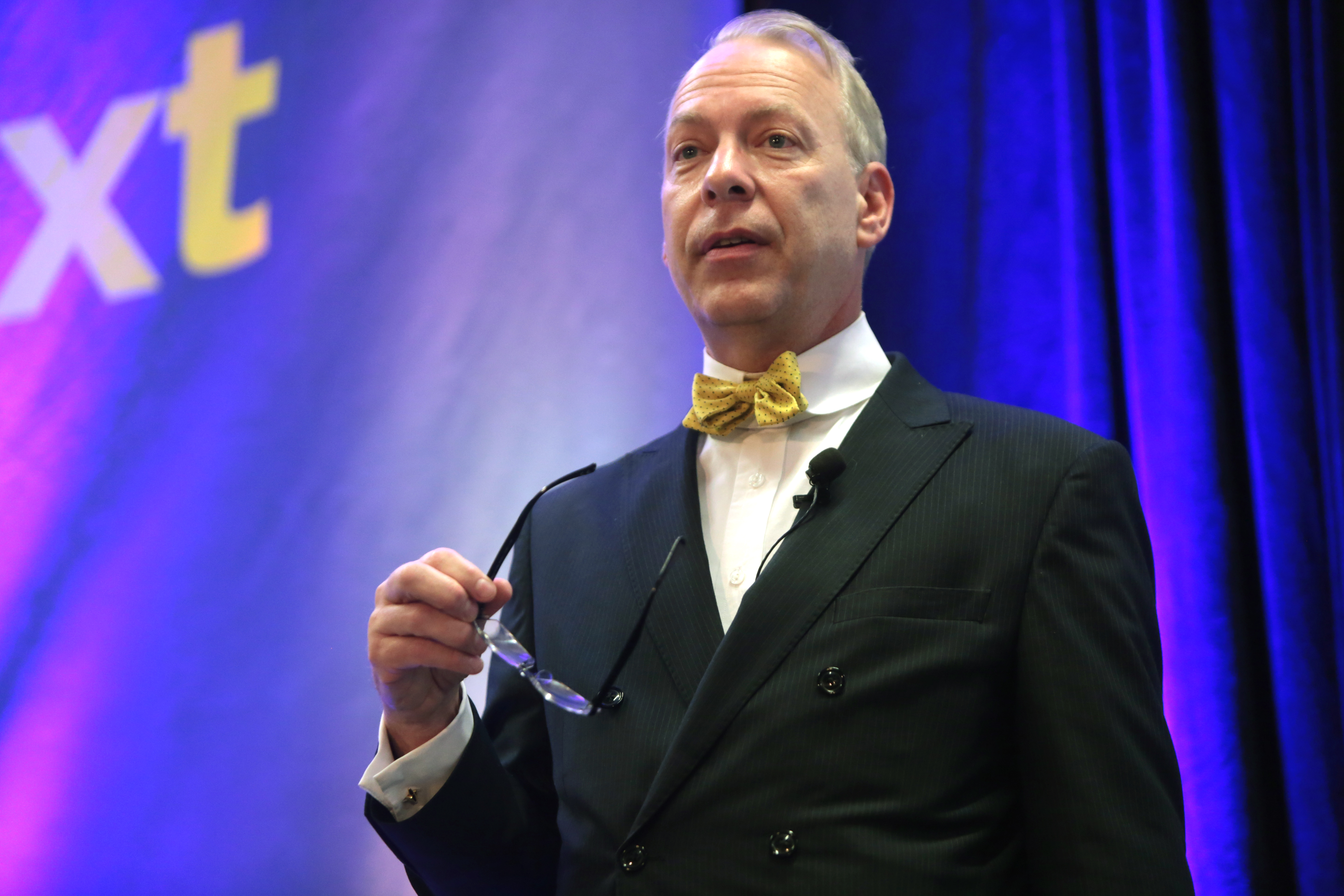
Jeffrey Tucker parla alla Young Americans for Liberty National Convention del 2016.

I bitcoin vennero visti da molti come un mezzo per raggiungere una rivoluzione anarcocapitalista, questo credo fu significativo per lo slancio dei Bitcoin, di cui molti degli acquirenti sono anarcocapitalisti o appartenenti ad altre fazioni del libertarianismo di destra. I bitcoin sono stati accolti positivamente da tutto l'ambiente anarcocapitalista, perché visti come un mezzo per porre fine alle valute fiat e destabilizzare gli Stati sociali.
Tra i principali promotori anarcocapitalisti della criptovaluta Bitcoin vi è Jeffrey Tucker, che ha iniziato a scrivere dei Bitcoin nel 2013. È stato intervistato sull'argomento da Reason e Fox Business. Il libro di Tucker del 2015 Bit by Bit: How P2P Is Freeing the World è dedicato al progetto Bitcoin e ad altri prodotti della "economia dell'informazione". Nel 2018 è diventato un affiliato di ricerca del Blockchain Innovation Hub, un centro di studi del Royal Melbourne Institute of Technology (RMIT).
L'autrice anarcocapitalista, Wendy McElroy, ha scritto un libro sui bitcoin chiamato The Satoshi Revolution (it: La Rivoluzione di Satoshi), McElroy analizza i bitcoin nell'ottica della scuola austriaca, dell'ordine spontaneo e dell'individualismo metodologico.

## Attivismo

### Silk Road
Vari seguaci della filosofia anarcocapitalista hanno organizzato manifestazioni a favore di Ross Ulbricht, creatore del sito di commercio elettronico Silk Road, descritto dagli anarcocapitalisti come un "rivoluzionario". Il Libertarian Party ha anche chiesto ufficialmente l'amnistia per Ulbricht.

### Proteste anti-lockdown COVID-19
Durante il periodo di restrizioni per COVID-19, gli anarcocapitalisti e altre fazioni politiche libertare hanno organizzato manifestazioni negli Stati Uniti in segno di opposizione.

## Differenze con l'anarchismo
Inoltre, troviamo che tutte le correnti anarchiche sono collettiviste e irrazionali, e quindi ai poli opposti della nostra posizione. Dobbiamo quindi concludere che non siamo anarchici, e che coloro che ci chiamano anarchici non sono su un solido fondamento etimologico, e sono completamente antistorici.»
(Murray N. Rothbard)
Nel corso del Novecento (anche se questo movimento vanta pure radici ottocentesche: basti pensare a Gustave de Molinari, che già nel 1849 scriveva un saggio sulla produzione privata e concorrenziale della protezione) all'interno della cultura liberale si è sviluppata una corrente di pensiero detta anarcocapitalismo, che giunge ad esiti quali la negazione della legittimità dello Stato, ma che si basa su una radicale difesa della proprietà privata, della libertà di mercato e del sistema capitalistico. Per autori come Murray Rothbard, Hans-Hermann Hoppe, Thomas Szasz, Anthony de Jasay e Walter Block lo Stato vive di violenza e la tassazione è un furto. Gli unici ordini politici legittimi sono quelli che emergono sulla base di libere scelte individuali e che raccolgono risorse su base volontaria. Questo movimento, che negli Stati Uniti ha dato vita anche al Libertarian Party, è però ancora in una fase pionieristica e ha iniziato a raccogliere consensi solo a partire dagli anni novanta.
Nei confronti dell'anarchismo collettivista, i libertari anarcocapitalisti esprimono critiche assai dure, accusandoli di essere dominati da idee di provenienza marxista. Ad ogni modo, l'anarcocapitalismo si differenzia radicalmente dal mutualismo sostenuto da Proudhon, dall'anarchismo collettivista di Bakunin e dall'anarchismo individualista di Benjamin R. Tucker; molti anarcocapitalisti tuttavia rivendicano la figura di Lysander Spooner come predecessore dell'anarcocapitalismo, questa affermazione però è falsa, visto il sostegno di Spooner per uno sistema di banche di mutuo credito da lui ideato che va in contrasto con la scuola austriaca. Va notato anche che Spooner avesse idee anti-industriali.
Lo stesso autodefinirsi "anarchici" dei principali esponenti dell'anarcocapitalismo è stato spesso contestato a livello italiano dagli altri movimenti anarchici; tuttavia gli anarcocapitalisti si dicono convinti che la via da loro proposta sia la sola attraverso cui è possibile giungere a realizzare concretamente l'ideale di assenza dello Stato cui tendono anche gli anarchici.

## In Italia
Bruno Leoni sin dall'inizio degli anni sessanta utilizza ampiamente taluni scritti di Murray N. Rothbard (soprattutto Man, Economy, and State, che però non può essere definito un testo anarcocapitalista in senso stretto) e introduce nel dibattito alcune importanti riflessioni dello studioso statunitense (a partire dall'analisi del monopolio: si veda in particolare il saggio "Mito e realtà dei monopoli", del 1965).
Leoni, peraltro, influenza a sua volta Rothbard sul tema della produzione libertaria del diritto. Di tematiche anarcocapitaliste, o anarco-liberiste, si parlerà in Italia solo nel 1979, quando Riccardo La Conca dà inizio alla rivista Claustrofobia, che dura cinque numeri. Nella seconda metà degli anni ottanta, La Conca pubblica il volume Democrazia, mercato e concorrenza, primo testo anarco-liberista italiano, influenzato dall'economia neoclassica e dalla scuola di Public Choice. Con La Conca entra in contatto Fabio Massimo Nicosia, il quale aderisce criticamente alla corrente, fino a staccarsene denunciandone quella che ritiene la sua involuzione conservatrice, inizialmente con Luigi Corvaglia, col quale firma un manifesto per l' "anarchismo analitico" che si pone su posizioni left-libertarian.
In seguito, il libertarianismo italiano si arricchisce di altre figure; dapprima Luigi Marco Bassani, Nicola Iannello, Carlo Lottieri, Guglielmo Piombini, Leonardo Facco, Piero Vernaglione, Paolo Zanotto e altri, accolgono altri influssi e in particolare temi provenienti dalla Scuola austriaca (da Mises a Leoni), dal giusnaturalismo lockiano e dall'oggettivismo ateo di Ayn Rand, dall'elitismo, dalla tradizione cattolica e dal realismo politico. Riviste come Élites e Enclave diffondono in Italia i temi del pensiero anarcocapitalista.

## Le ultime tendenze
Dopo essere stato a lungo un movimento eminentemente statunitense, nel corso degli ultimi decenni l'anarcocapitalismo è diventato un fenomeno globale e soprattutto in Europa sta trovando interpreti di primo livello. Autori come Anthony de Jasay, Hans-Hermann Hoppe (fondatore della Property and Freedom Society), Bertrand Lemennicier, Gerard Radnitzsky, Gérard Bramoullé, Jesús Huerta de Soto e Miguel Anxo Bastos sono oggi autori che esprimono una loro originale rilettura del pensiero libertario, certamente nutrita della lezione della Scuola austriaca, ma egualmente orientata a far crescere tale pensiero in varie direzioni: dalla teoria monetaria al revisionismo storiografico, dalla riscoperta del realismo filosofico classico alla critica del positivismo, dalla valorizzazione del diritto evolutivo alla riaffermazione dei diritti individuali.

## Nella cultura popolare

### Animazione
Nel ventunesimo episodio (Tea Peter) della decima stagione della serie televisiva animata I Griffin, Joe, Peter e Quagmire vanno ad una manifestazione libertarian in cui il suocero di Peter e proprietario della Pewterschmidt Industries, Carter, si finge un lavoratore di nome "Joe Workingman" (parodia di Joe the Plunder). Dopo la manifestazione, Peter si ferma all'interno per usare il bagno, dove trova Carter. Dopo essere riuscito a convincere Peter che lui e il personaggio di "Joe Workingman" si sono separati, Carter arruola Peter per farsi aiutare a sbarazzarsi del governo. Nonostante la resistenza della famiglia, Peter fa appelli a Carter per conto del Tea Party (un movimento che nella realtà è finanziato dai fratelli Koch) dedicandosi a campagne vittoriose per far sì che il sindaco West abolisca il governo della città di Quahog.

### Letteratura
Il romanzo di fantascienza postcyberpunk Snow Crash di Neal Stephenson è ambientato in un futuro distopico in cui gli Stati Uniti, a seguito dell'iperinflazione, hanno adottato un sistema economico anarco-capitalista; un tema che Stephenson riprende nel suo romanzo successivo L'era del diamante.

## Organizzazioni
Lista delle organizzazioni che promuovono l'anarcocapitalismo o che hanno al loro interno dei promotori:
- Italia: Fondazione Luigi Einaudi ETS (articoli di Nicola Porro)[189], Istituto Bruno Leoni[190], Istituto Liberale[191].
- Stati Uniti: Ludwig von Mises Institute, Center for Libertarian Studies.
- Turchia: Property and Freedom Society.

## Partiti politici
Lista dei partiti politici anarcocapitalisti o con fazioni anarcocapitaliste al loro interno:
- Stati Uniti: Partito Libertario (fazione interna).
- Italia: Movimento Libertario[192].

## Personalità

### Italia
- Nicola Porro, giornalista e conduttore televisivo;[193]

### Argentina
- Javier Gerardo Milei, politico ed economista, presidente dell'Argentina dal 10 dicembre 2023[194]

### Annotazioni
1. ↑  Murray Rothbard, Jeffrey Tucker, Stephan Kinsella, Wendy McElroy, Hans-Hermann Hoppe e Walter Block

### Fonti
1. ↑   Murray N. Rothbard, The Betrayal of the American Right (PDF), Ludwig von Mises Institute,  p. 188.
2. ↑   PerBylund.com / The Libertatis Æquilibritas, su perbylund.com. URL consultato il 7 febbraio 2023.
3. ↑   anarcocapitalismo in Vocabolario - Treccani, su treccani.it, Istituto della Enciclopedia Italiana. URL consultato il 22 aprile 2022.
4. ↑   Il capitalismo della frammentazione, di Quinn Slobodian, su Treccani. URL consultato il 2 luglio 2024.
5. ↑   Nicola Porro, L’anarco-liberismo secondo Rothbard, su Fondazione Luigi Einaudi, 11 maggio 2017. URL consultato il 31 luglio 2024.
6. ↑  (EN) Anarcho-capitalism | Definition, Origins, Theorists, Objections, & Facts Definition | Britannica Money, su www.britannica.com. URL consultato il 30 novembre 2023.
7. ↑  (EN) ANCAP English Definition and Meaning, su lexico.com. URL consultato il 2 maggio 2022 (archiviato dall'url originale il 31 maggio 2022).
8. ↑  (EN) A. C. Grayling, Andrew Pyle e Naomi Goulder, Continuum Encyclopedia of British Philosophy, Bloomsbury Academic, 2006,  p. 92, DOI:10.1093/acref/9780199754694.001.0001, ISBN 9781843711414.
«[...] anarcho-capitalism, which emerged in the USA in the 1970s [...] to argue for an extreme form of laissezfaire capitalism»
9. ↑  (EN) Bertrand Badie, International Encyclopedia of Political Science, vol. 1, SAGE, 2011,  pp. 75-76, ISBN 978-1-4129-5963-6.
10. ↑  (EN) Peter Marshall, The New Right & Anarcho-Capitalism [La nuova destra e l'anarco-capitalismo], su dwardmac.pitzer.edu. URL consultato il 21 settembre 2022.
11. 1 2  (EN) Warren J. Samuels, Anarchism and the Theory of Power, in Essays on the Economic Role of Government, vol. 2, Palgrave Macmillan, 1992,  pp. 357-363, DOI:10.1007/978-1-349-12377-3, ISBN 978-1-349-12379-7.
12. ↑   Murray Rothbard, Confiscation and the Homestead Principle, 15 giugno 1969.
13. ↑  (EN) Stephan Kinsella, Legal Foundations of a Free Society (PDF), Houston, Texas, Papinian Press, 2023,  p. 7.
14. ↑  (EN) Rothbard on Slavery Reparations | Mises Institute, su mises.org, 12 luglio 2019. URL consultato il 28 maggio 2024.
15. ↑  (EN) Hoppe and Intellectual Property: On Standing on the Shoulders of Giants, su mises.org, 31 luglio 2006. URL consultato il 4 giugno 2024.
16. 1 2  (EN) Hans-Hermann Hoppe, Democracy: The God That Failed (PDF), New Brunswick, New Jersey, Transaction Publishers, 2007  [2001],  pp. 164; 211-218, ISBN 978-0-7658-0868-4, LCCN 2001027380. URL consultato il 1º dicembre 2022 (archiviato dall'url originale il 1º dicembre 2022).
17. ↑  (EN) Christopher Ketcham, What the Far-Right Fascination With Pinochet’s Death Squads Should Tell Us [Cosa dovrebbe dirci il fascino dell'estrema destra per gli squadroni della morte di Pinochet], su The Intercept. URL consultato il 9 giugno 2022.
18. ↑  (EN) John Ganz, Perspective | Libertarians have more in common with the alt-right than they want you to think [Prospettiva | I libertari hanno in comune con l'alt-right più di quanto vogliano far credere], in Washington Post. URL consultato il 9 giugno 2022.
19. ↑  (EN) Walter Block, Labor Economics From A Free Market Perspective: Employing The Unemployable, World Scientific, 28 marzo 2008, ISBN 978-981-4475-86-0. URL consultato il 31 luglio 2024.
20. 1 2  (EN) Walter Block, Plumb-Line Libertarianism: A Critique of Hoppe (PDF), in Reason Papers, New Orleans, Loyola University, 2007,  p. 160.
21. 1 2  (EN) Walter E. Block, The Natural Rights of Children, International Journal of Health Policy and Management (IJHPM), 9 febbraio 2014, DOI:10.15171/ijhpm.2014.20.
22. ↑  (EN) Elizabeth Bruenig, Libertarians Have a History of Horrifying Views on Parenting [I libertari hanno una storia di visioni terrificanti sulla genitorialità], in The New Republic, 4 febbraio 2015. URL consultato il 6 gennaio 2023.
23. 1 2  (EN) Walter E. Block, On Baby Selling [Sulla vendita di bambini], su libertarianism.org, Cato Institute, 2 gennaio 1979. URL consultato il 21 aprile 2022.
24. ↑  (EN) Art Carden, Happy Birthday to Libertarian Firebrand Walter Block | AIER, su www.aier.org. URL consultato l'11 dicembre 2022.
25. ↑  (EN) David Henderson, The Attack on Walter Block [L'attacco a Walter Block], su Econlib, 23 dicembre 2021. URL consultato il 22 settembre 2022.
26. ↑  (EN) Stephan Kinsella on January 9, 2022, Thoughts on Walter Block on Voluntary Slavery, Alienability vs. Inalienability, Property and Contract, Rothbard and Evers, su StephanKinsella.com. URL consultato il 31 luglio 2024.
27. ↑   Rothbard on Slavery Reparations | Mises Institute, su web.archive.org, 28 agosto 2020. URL consultato il 31 luglio 2024 (archiviato dall'url originale il 28 agosto 2020).
28. ↑   Anthony Cesario, Block vs. Parr Debating Abortion (PDF), in The Review of Social and Economic Issues, vol. 2, n. 1, 2019.
29. ↑  (EN) Terry L. Anderson e P.J. Hill, An American Experiment in Anarcho- Capitalism The Not So Wild, Wild West, in Journal of Libertarian Studies, vol. 3, n. 1, Ludwig Von Mises Institute.
30. ↑  (EN) Jeffrey Paul e Fred Dycus Miller, Liberalism and the Economic Order, Cambridge University Press, 1993,  pp. 115-118.
31. 1 2  (EN) Paul Birch, Anarcho-capitalism Dissolves into City States (PDF), Libertarian Alliance,  pp. 1-3, ISBN 1 85637 395 9. URL consultato il 23 aprile 2022 (archiviato dall'url originale il 12 novembre 2020).
32. ↑  (EN) Robert C. Ellickson, A Hayekian Case Against Anarcho-Capitalism: Of Street Grids, Lighthouses, and Aid to the Destitute, in Yale Law & Economics Research Paper, n. 569, 26 gennaio 2017.
33. ↑  (EN) Bob Black, The Libertarian As Conservative, in The Abolition of Work and Other Essays, 1992,  p. 144, ISBN 0-915179-41-5.
34. ↑  (EN) Randall G. Holcombe, Government: Unnecessary but Inevitable (PDF), vol. 8, n. 3, The Independent Review, 2003.
35. ↑  (EN) Albert Meltzer, Anarchism: Arguments For and Against, AK Press, 2000,  p. 50, ISBN 978-1873176573.
36. ↑  (EN) ‘Anarcho-Capitalists’ Seen as Cousins of the ‘Patriot’ Movement, su Southern Poverty Law Center. URL consultato il 24 dicembre 2022.
37. ↑  (EN) Barbara Goodwin, Using Political Ideas, Hoboken, NJ, John Wiley & Sons, 2016,  p. 151, ISBN 978-1118708385.
«However, enough has been said to show that most anarchists have nothing in common with those libertarians of the far-right, the anarcho-capitalists [...]»
38. ↑  (EN) Duncan Hall, 4. Conservatism § e. Conservatism Glossary, in A2 Government and Politics: Ideologies and Ideologies in Action, Lulu Press, 2011,  p. 73, ISBN 9781447733997.
«The most extreme form of this libertarianism is described as “anarcho-capitalism”»
39. ↑  (EN) James Stout, A guide to the identities and language of the far right, su Poynter, 24 febbraio 2021. URL consultato il 22 aprile 2022.
40. ↑  (EN) Andrew Vincent, Modern Political Ideologies, 3ª ed., John Wiley & Sons, 2009,  p. 66, ISBN 978-1-4443-1105-1.
41. ↑  (EN) Alt-Right, su Southern Poverty Law Center. URL consultato il 21 settembre 2022.
42. ↑  (ES) Criterio Hn, ZEDE Próspera, el proyecto anarcocapitalista que se ha adueñado sigilosamente del 3% de isla en el caribe hondureño, su Criterio.hn, 9 agosto 2023. URL consultato il 28 maggio 2024.
43. ↑   Javier Milei si prende l'Argentina: è la vittoria dell'anarcocapitalismo, su Affaritaliani.it, 20 novembre 2023. URL consultato il 28 maggio 2024.
44. ↑  (EN) A Libertarian Utopia in Political Practice: Will Anarcho-Capitalism Take Root in Argentina? | Oxford Political Review | Oxford Political Review, su oxfordpoliticalreview.com, 31 marzo 2024. URL consultato il 4 giugno 2024.
45. ↑  (EN) Ronald Hamowy, The Encyclopedia of Libertarianism (XML), Thousand Oaks, CA, Sage, DOI:10.4135/9781412965811, ISBN 978-1412965804, LCCN 2008009151.
46. ↑   The Death of Politics, by Karl Hess, su fare.tunes.org. URL consultato il 10 dicembre 2022.
47. ↑  (EN) Jarret B. Wollstein, Agencies of retaliatory force (PDF), in Society Without Coercion, Society for Rational Individualism, 1969,  p. 22.
48. ↑  (EN) Charles Johnson, Karl Hess on Anarcho-Capitalism, su Center for a Stateless Society. URL consultato il 10 dicembre 2022.
49. ↑  (EN) Who Was Murray N. Rothbard?, su Investopedia. URL consultato il 10 dicembre 2022.
«Murray N. Rothbard is considered the father of “anarcho-capitalism.”»
50. 1 2 3 4 5 6 7 8 9 10  Slobodian, 5. The Wonderful Death of a State §1.
51. ↑  (EN) J Michael Oliver, The New Libertarianism: Anarcho-Capitalism, 2013,  pp. 11-12, ISBN 978-1491068625.
52. ↑  (EN) Clayton A. Coppin, The History of Charles Koch's Political Activities (PDF), UnKoch My Campus, Dicembre 2018,  p. 53.
53. ↑  (EN) Lisa Graves, Jane Mayer Reveals History of Koch Family and the Nazis, su Truthout. URL consultato il 21 aprile 2022.
«Charles also funded the anarcho-capitalist group the Freedom School of Robert LeFevre, as Mayer details in her new book, carrying forward Fred Koch’s antipathy toward government programs and institutions.»
54. ↑  (EN) Daniel Schulman, Libertarian icon on Charles Koch: He "considers himself above the law", su Mother Jones. URL consultato il 21 aprile 2022.
55. ↑  (EN) Alex Kotch, How Charles Koch Is Helping Neo-Confederates Teach College Students, in The Nation, 21 marzo 2018. URL consultato il 21 aprile 2022.
«Mises scholars collectively received $12.5 million in academic funding from the Charles Koch Foundation between 2005 and 2016.»
56. ↑  (EN) UnKoch My Campus, Institute for Humane Studies, su UnKoch My Campus, Essential Information. URL consultato l'11 gennaio 2023.
57. ↑  (EN) UnKoch My Campus, Charles Koch Funds Mises Institute Scholars, su unkochmycampus.org, Essential Information. URL consultato l'11 gennaio 2023 (archiviato dall'url originale l'11 ottobre 2021).
58. ↑  (EN) Tom Carson, The Brothers Koch: Family Drama and Disdain for Democracy, su The American Prospect, 20 maggio 2014. URL consultato il 21 aprile 2022.
59. ↑  (EN) The Kochtopus: sprawling network keeps David Koch's legacy thriving, su the Guardian, 23 agosto 2019. URL consultato il 21 aprile 2022.
60. 1 2  (EN) The Koch brothers: all the influence money can buy | Paul Harris, su the Guardian, 8 aprile 2011. URL consultato il 21 aprile 2022.
«They have pushed back against restrictions on carbon emissions and funded thinktanks and groups that promote efforts to discredit climate change science. They tried to soften attempts at financial reform where the Kochs operate in the derivatives market. Wherever a law touched on a Koch corporate interests, there were the company's lobbyists trying to gut, deaden or defeat any attempt at regulation.»
61. ↑  (EN) Tim Dickinson, Tim Dickinson, Inside the Koch Brothers' Toxic Empire, su Rolling Stone, 24 settembre 2014. URL consultato il 21 aprile 2022.
62. 1 2  (EN) Another Koch Criminal Justice Reform Trojan Horse: Reentry and Privatization, su PR Watch, 16 giugno 2016. URL consultato il 6 febbraio 2023.
63. ↑  (EN) Death and destruction: this is David Koch's sad legacy | Alex Kotch, su the Guardian, 27 agosto 2019. URL consultato il 21 aprile 2022.
64. ↑  (EN) Jane Mayer, The Secrets of Charles Koch’s Political Ascent, su POLITICO Magazine. URL consultato il 21 aprile 2022.
65. ↑  (EN) Inside The Remarkable New Book That Details The Koch Bros' Dirtiest Deeds, su HuffPost, 3 aprile 2016. URL consultato il 21 aprile 2022.
66. ↑  (EN) Condé Nast, One Koch Brother Forces the Other Out of the Family Business, su The New Yorker, 8 giugno 2018. URL consultato il 21 aprile 2022.
67. ↑  (EN) Murray N. Rothbard, 13 (PDF), in For a New Liberty: The Libertarian Manifesto, Ludwig Von Mises Institute,  p. 312.
68. ↑  (EN) Koch Industries Pollution, su Greenpeace USA. URL consultato il 6 febbraio 2023.
69. ↑  (EN) Dan Levine e Mike Spector, Koch gets $2.5 bln in dividends from unit that offloaded asbestos liability, in Reuters, 19 gennaio 2023. URL consultato il 29 gennaio 2023.
70. ↑  (EN) Counterterrorism Analysis Section of the FBI Counterterrorism Division, Domestic Terrorism Symbols Guide, n. 1, FBI,  p. 9.
71. ↑  (EN) J. D. Tuccille, American Revolution images might reveal you as a ‘violent extremist,’ says the FBI, su Reason.com, 8 agosto 2022. URL consultato il 6 febbraio 2023.
72. ↑  (EN) The Terrorist Threat from the Fractured Far Right, su Lawfare, 1º novembre 2020. URL consultato il 3 maggio 2022.
«Despite their different ideological perspectives, boogaloo bois are united in their disdain of government authority and hatred of the police. Their common goal is to bring down the existing government and replace it with an ill-defined anarcho-capitalist system.»
73. ↑  (EN) The Terrorist Threat from the Fractured Far Right, su Lawfare, 1º novembre 2020. URL consultato il 3 maggio 2022.
«Boogaloo bois were responsible for the worst terrorist incidents and plots in the United States this past summer. Most notably, in late May and early June, a federal security officer and a sheriff’s deputy were killed in shootings perpetrated by an active-duty Air Force sergeant. At the second scene, the wounded gunman wrote “boog” in his own blood on a car. In Nevada, three boogaloo bois were arrested for planning to terrorize Las Vegas protests. And in October, 14 anti-government extremists were arrested in an alleged plot to kidnap—and put on trial in a kangaroo court—Michigan Governor Gretchen Whitmer; Virginia Governor Ralph Northam was also targeted in the conspiracy.»
74. ↑  (EN) Boogaloo Supporters Animated By Lockdown Protests, Recent Incidents, su Anti-Defamation League. URL consultato il 3 maggio 2022.
75. ↑  (EN) Natasha Bertr, Intel report warns that far-right extremists may target Washington, D.C., su POLITICO. URL consultato il 10 gennaio 2023.
76. ↑  (EN) Benjamin Goggin, Rachel E. Greenspan, Who are the Boogaloo Bois? A man who shot up a Minneapolis police precinct was associated with the extremist movement, according to unsealed documents, su Insider. URL consultato il 10 gennaio 2023.
77. ↑  (EN) Tomer Hanuka August 19 e 2020, Inside the Boogaloo: America's Extremely Online Extremists, in The New York Times, 19 agosto 2020. URL consultato il 10 gennaio 2023.
78. ↑  (EN) Family: Duncan Lemp, Man Fatally Shot By Police, Wasn't Extremist, su www.cbsnews.com. URL consultato il 10 gennaio 2023.
79. ↑   Stephen Montemayor Star Tribune, Inside Minnesota's Boogaloo movement: Armed and eager for societal collapse, su Star Tribune. URL consultato il 27 novembre 2023.
80. ↑  (EN) Matt Shaw, Billionaire capitalists are designing humanity's future. Don't let them | Matt Shaw, su the Guardian, 5 febbraio 2021. URL consultato il 1º febbraio 2023.
81. ↑  (EN) Cale Guthrie Weissman, Peter Thiel to speak at conference thrown by group tied to white nationalists, su fastcompany.com.
82. ↑  (EN) PayPal Co-Founder Peter Thiel to Address White Nationalist-Friendly “Property and Freedom Society” Conference in September, su Southern Poverty Law Center. URL consultato il 1º febbraio 2023.
83. ↑   What is the Free State Project?, su nytimes.com.
84. ↑   Its founder reflects on the Free State Project, su read.nhbr.com.
85. ↑   New Hampshire Liberty Forum, su nhlibertyforum.com.
86. ↑   A report from the American libertarian movement's annual PorcFest, su nzz.ch.
87. ↑   Freedom in the 50 states, su freedominthe50states.org.
88. ↑   The Freest State: New Hampshire Tops Rankings for Economic, Overall Freedoms, su governor.nh.gov.
89. ↑  (EN) David Friedman, Police, Courts, and Laws – On the Market (PDF), in The Machinery of Freedom: Guide to a Radical Capitalism, 2ª ed., 1989  [1970], ISBN 978-0-06-091010-5.
90. 1 2  (EN) Murray N. Rothbard, Power and Market (PDF), 4ª ed., Auburn, Alabama, Ludwig von Mises Institute, 2006  [1970],  pp. 292-293, ISBN 978-1-933550-05-3.
91. 1 2 3  (EN) Hans-Hermann Hoppe, On Conservatism and Libertarianism, in Democracy: The God That Failed, New Brunswick, New Jersey, Transaction Publishers, 2007,  p. 218, ISBN 978-0-7658-0868-4, LCCN 2001027380.
«There can be no tolerance toward democrats and communists in a libertarian social order. They will have to be physically separated and expelled from society. [...] They the advocates of alternative, non-family and kin-centered lifestyles such as, for instance, individual hedonism, parasitism, nature-environment worship, homosexuality, or communism will have to be physically removed from society, too, if
one is to maintain a libertarian order.»
92. 1 2  (EN) Hans-Hermann Hoppe, On Conservatism and Libertarianism, in Democracy: The God That Failed, New Brunswick, New Jersey, Transaction Publishers, 2007,  p. 218, ISBN 978-0-7658-0868-4, LCCN 2001027380.
«In a covenant concluded among proprietor and community tenants for the purpose of protecting their private property, no such thing as a right to free (unlimited) speech exists, not even to unlimited speech on one's own tenant-property.»
93. 1 2  (EN) Hans-Hermann Hoppe, Democracy: The God That Failed (PDF), New Brunswick, New Jersey, Transaction Publishers, 2007  [2001],  pp. 139-163, ISBN 978-0-7658-0868-4, LCCN 2001027380. URL consultato il 1º dicembre 2022 (archiviato dall'url originale il 1º dicembre 2022).
94. ↑  (EN) Murray N. Rothbard, Marshall, Civil Rights, and the Court, in Rothbard-Rockwell Report, vol. 2, n. 8, agosto 1991,  pp. 4-6.
95. ↑  (EN) Jeff Deist, Market Borders, not Open Borders [Frontiere di mercato, non frontiere aperte], su Mises Institute, 20 dicembre 2016. URL consultato il 7 gennaio 2023.
96. ↑  (EN) Hoppe on Immigration, su LewRockwell. URL consultato il 3 maggio 2022.
97. ↑  (EN) Anarcho-capitalist counterfactual | Open Borders: The Case, su openborders.info. URL consultato il 10 gennaio 2023.
98. ↑   THE GREAT THOMAS & HILL SHOW: STOPPING THE MONSTROUS REGIMENT, su web.archive.org, 18 aprile 2017. URL consultato il 6 febbraio 2023 (archiviato dall'url originale il 18 aprile 2017).
99. ↑  (EN) Open Borders Are an Assault on Private Property, su LewRockwell. URL consultato il 6 febbraio 2023.
100. ↑  (EN) Lucy Steigerwald, Animal Rights?: A Debate Between Walter Block and Thomas Raskin, su youtube.com, 21 agosto 2017.
101. ↑  (EN) Libertarian Theory Applied to Children, Animals - LRC Blog, su LewRockwell. URL consultato il 7 gennaio 2023.
102. 1 2  (EN) Murray N. Rothbard, Introduction (PDF), in The Ethics of Liberty,  p. xvii.
«Thus, one is left with the initial principles of self-ownership and
first-use-first-own, i.e., original appropriation, homesteading.»
103. 1 2 3  (EN) Larry M. Hall, Anarcho-Capitalist Threads in Modern Libertarianism: The Social Thought of Murray Rothbard, Knoxville, University of Tennessee, 1990,  p. 126.
104. 1 2  (EN) Murray N. Rothbard, Law, Property Rights, and Air Pollution (PDF), Ludwig von Mises Institute, 2002  [1982],  p. 151, ISBN 1 85898570 6.
105. 1 2  (EN) Murray N. Rothbard, Law, Property Rights, and Air Pollution (PDF), Ludwig von Mises Institute, 2002  [1982],  p. 146, ISBN 1 85898570 6.
106. ↑   www.libertarianism.org,  https://www.libertarianism.org/topics/anarcho-capitalism. URL consultato il 2 agosto 2024.
107. ↑  (EN) Daniella, Can Taxation Be Justified?, su Mises Institute, 12 agosto 2021. URL consultato il 24 maggio 2022.
108. ↑  (EN) Murray N. Rothbard, Classical Liberalism and the Single Tax on Land, su Mises Institute, 2 novembre 2010. URL consultato il 24 maggio 2022.
109. ↑  (EN) Stephanie Silberstein, Was Spooner Really an Anarcho-Socialist?, su web.archive.org, 25 aprile 2017. URL consultato il 24 ottobre 2022 (archiviato dall'url originale il 25 aprile 2017).
110. ↑  (EN) Murray N. Rothbard, Man, Economy, and State, with Power and Market (PDF), 2ª ed., Auburn, Alabama, Ludwig von Mises Institute, 2009,  p. 170, ISBN 978-1-933550-27-5.
111. ↑  (EN) Wendy McElroy, Contra Copyright, Again (PDF), in Libertarian Papers, vol. 3, n. 12, 2011.
112. ↑  (EN) Jeffrey Tucker, Property and Competition, su LewRockwell. URL consultato il 1º febbraio 2023.
113. ↑  (EN) Stephan Kinsella on June 23, 2010, Locke, Smith, Marx; the Labor Theory of Property and the Labor Theory of Value; and Rothbard, Gordon, and Intellectual Property, su StephanKinsella.com. URL consultato il 2 maggio 2022.
114. ↑  (EN) Stephan Kinsella on December 27, 2010, Hoppe on Intellectual Property, su c4sif.org, 27 dicembre 2010. URL consultato il 2 maggio 2022.
115. ↑  (EN) Hoppe on Intellectual Property, su HansHoppe.com, 8 ottobre 2021. URL consultato il 2 maggio 2022.
116. ↑  (EN) N. Stephan Kinsella, Against Intellectual Property (PDF), Auburn, Alabama (Stati Uniti), Ludwig von Mises Institute, 2008,  pp. 31-36.
117. ↑  (EN) Jacob H. Huebert, The Fight against Intellectual Property, su Mises Institute, 3 febbraio 2011. URL consultato il 2 maggio 2022.
118. ↑  (EN) Libertarians frequently disagree about the status of intellectual property. D’Amato explores the views of four major libertarian thinkers., su libertarianism.org, 28 maggio 2014. URL consultato il 2 maggio 2022.
119. ↑  (EN) Linda Tannehill e Morris Tannehill, Property – The Great Problem Solver, in The Market for Liberty, San Francisco, Fox & Wilkes, 1993,  pp. 58-59, ISBN 0-930073-08-8.
120. ↑  (EN) Jarret B. Wollstein, Society Without Coercion (PDF), Society for Rational Individualism, 1969,  p. 25.
121. ↑  (EN) David D. Friedman on his Famous Father, Anarcho-Capitalism and Free-Market Solutions, su The Daily Bell, 8 aprile 2012. URL consultato il 1º febbraio 2023.
122. ↑  (EN) Stephan Kinsella, The Blockean Proviso, su Mises Institute, 11 settembre 2007. URL consultato il 2 maggio 2022.
123. ↑   Andrea Venanzoni, Privatizzare tutto: incubo dei "benecomunisti" ma unica difesa dall'invadenza dello Stato, su Nicola Porro - Atlantico Quotidiano, 23 maggio 2022. URL consultato il 23 maggio 2022.
124. ↑  (EN) Michael Montgomery, The Case for Privatizing Oceans and Rivers, su Mises Institute, 10 ottobre 2017. URL consultato il 23 maggio 2022.
125. ↑  (EN) Walter Block, The Case for Privatization — of Everything, su Mises Institute, 28 luglio 2017. URL consultato il 23 maggio 2022.
126. ↑   Murray N. Rothbard, 2. PROPERTY AND EXCHANGE (PDF), in For A New Liberty: The Libertarian Manifesto, 2ª ed., Ludwig Von Mises Institute,  p. 27.
127. ↑  (EN) Walter Block, On The Women's Liberation, or the Male Chauvinist Pig As Hero (PDF), in The Libertarian Forum, vol. 8, n. 9, Settembre 1975,  pp. 5-8.
128. ↑  (EN) Walter Block, Vol. 8.9, September 1975 (PDF), in The Complete Libertarian Forum 1969–1984, vol. 1, Auburn, Alabama, Ludwig von Mises Institute, 2006,  p. 602, ISBN 978-1-933550-02-2.
129. ↑  (EN) Walter Block Defends His Academic Freedom, su Econlib, 17 luglio 2020. URL consultato il 24 aprile 2022.
130. ↑  (EN) Stephan Kinsella on January 9, 2022, Thoughts on Walter Block on Voluntary Slavery, Alienability vs. Inalienability, Property and Contract, Rothbard and Evers, su StephanKinsella.com. URL consultato il 24 aprile 2022.
131. ↑  (EN) Hans-Hermann Hoppe, From Aristocracy to Monarchy to Democracy (PDF), Mises Institute, ISBN 978-1-61016-592-1.
132. ↑   Hans-Hermann Hoppe, Élites naturali, intellettuali e Stato (PDF), traduzione di Novello Papafava, Auburn, Alabama, Ludwig von Mises Institute, 2005  [1995].
133. ↑  (EN) Hoppe: “My Dream Is of a Europe Which Consists of 1,000 Liechtensteins.” snbchf.com, su snbchf.com, 18 aprile 2022. URL consultato il 2 maggio 2022.
134. ↑  (EN) George Hawley, Making sense of the alt-right, 2017, ISBN 978-0-231-54600-3, OCLC 990778368. URL consultato il 2 maggio 2022.
135. ↑  (EN) Gary Anderson, Exposing the Racist History Of Libertarianism And Murray Rothbard, su Business Insider. URL consultato il 2 maggio 2022.
136. ↑  (EN) Justin Raimondo, An Enemy of the State: The Life of Murray N. Rothbard., Amherst, NY, Prometheus Books, 2000,  p. 167, ISBN 978-1-61592-239-0, OCLC 43541222.
137. ↑  (EN) Gregory Hilton, The Strange Views of Libertarian Founder Murray Rothbard, 25 agosto 2010.
138. ↑  (EN) Murray N. Rothbard, We're Not Equal, su LewRockwell. URL consultato il 7 gennaio 2023.
139. ↑  (EN) Hans-Hermann Hoppe, On Theory and History. Reply to Benegas-Lynch, Jr. (PDF), in Gerard Radnitzky, vol. 3, Values and the Social Order, Avebury, Aldershot, 1997.
140. ↑  (EN) John Ganz, Libertarians have more in common with the alt-right than they want you to think, su washingtonpost.com, Washington Post, 19 settembre 2017.
141. ↑  (EN) Eine kurze Geschichte der Weltwirtschaft - Prof. Dr. Hans-Hermann Hoppe. URL consultato il 3 maggio 2022.
«29:00-33:30»
142. ↑  (EN) The Neo-Confederates, su Southern Poverty Law Center. URL consultato il 23 dicembre 2022.
143. ↑  (EN) Christopher Cantwell, su Southern Poverty Law Center. URL consultato il 2 maggio 2022.
144. ↑  (EN) Kevin Roose, The Making of a YouTube Radical, su web.archive.org. URL consultato il 2 maggio 2022 (archiviato dall'url originale il 9 giugno 2019).
145. 1 2  (EN) Murray N. Rothbard, Punishment and Proportionality (PDF), in The Ethics of Liberty, New York University Press, 1998,  pp. 85-97, ISBN 978-0-8147-7506-6.
146. ↑  (EN) Susumu Morimura, Libertarian theories of punishment, in Legal Philosophy: General Aspects: Theoretical Examinations and Practical Application, P. Smith & P. Comanducci, New York, NY, Franz Steiner Verlag, 1999,  pp. 135-138.
147. ↑  (EN) Matthew O'Keeffe, Retribution Versus Restitution (PDF), in Legal Notes, vol. 5, Londra, Libertarian Alliance, 1989 (archiviato dall'url originale il 3 febbraio 2022).
148. ↑  (EN) Bruce Benson, To Serve and Protect: Privatization and Community in Criminal Justice, NYU Press, 1998,  pp. 235-238, ISBN 978-0-8147-1327-3.
149. 1 2  (EN) Murray N. Rothbard, Self-Defense (PDF), in The Ethics of Liberty, New York University Press, 1998,  pp. 77-84, ISBN 978-0-8147-7506-6.
150. 1 2 3  (EN) Gene Callahan, Liberty versus Libertarianism, in Politics, Philosophy & Economics, vol. 1, n. 12, febbraio 2013,  pp. 48-67, DOI:10.1177/1470594X11433739.
151. ↑  (EN) Walter Block, Toward a Libertarian Theory of Guilt and Punishment for the Crime of Statism (PDF), in Journal of Libertarian Studies, vol. 22, 2011,  pp. 665-665.
152. ↑  (EN) Walter Block, Libertarian Punishment Theory: Working for, and Donating to, the State (PDF), in Libertarian Papers, vol. 1, n. 17, 2009,  pp. 1-31.
153. ↑  (EN) John Walker, Children's Rights versus Murray Rothbard's The Ethics of Liberty, Libertarians for Life, 1991 (archiviato dall'url originale il 10 settembre 2012).
154. 1 2 3   Murray Rothbard, Part II: 14. Children's Ritghts (PDF), in The Ethics of Liberty, New York University,  p. 103, ISBN 978-1-61016-664-5.
155. ↑   Ronald Hamowy, The Encyclopedia of Libertarianism, SAGE, settembre 2020  [2008],  pp. 59–61, ISBN 978-1-4129-6580-4, OCLC 233969448.
156. ↑  (EN) Jesús Huerta de Soto, Classical Liberalism versus Anarchocapitalism, su Mises Institute, 16 ottobre 2009. URL consultato il 2 maggio 2022.
157. ↑  (EN) The Errors of Classical Liberalism, su LewRockwell. URL consultato il 2 maggio 2022.
158. ↑  (EN) Murray N. Rothbard, Part IV: Modern alternatives theories of liberty (PDF), in The Ethics of Liberty, 2016  [1998],  pp. 219-229, ISBN 978-1-61016-664-5.
159. ↑  (EN) Hans-Hermann Hoppe, Murray N. Rothbard: Economics, Science, and Liberty. (PDF), in Randall G. Holcombe (a cura di), 15 Great Austrian Economists, Ludwig von Mises Institute, 1999,  p. 223, ISBN 0-945466-04-8. URL consultato il 10 dicembre 2022 (archiviato dall'url originale il 7 ottobre 2014).
«Among academia in general, currently F. A. Hayek is by far the most prominent
Austrian economist. It is worth emphasizing, then, that Hayek is not a representative of the rationalist mainstream of Austrian economics, nor does Hayek claim otherwise. Hayek standsin the intellectual tradition of British empiricism and skepticism, and is an explicit opponent of the continental rationalism espoused by Menger, Bohm-Bawerk, Mises, and Rothbard.»
160. ↑  (EN) Murray N. Rothbard, Milton Friedman Unraveled (PDF), in Journal of Libertarian Studies, vol. 16, n. 4, Ludwig von Mises Institute, 2002,  pp. 37-54.
161. ↑  (EN) Walter E. Block, Was Milton Friedman a socialist? Yes, in MEST Journal, vol. 1, n. 1, 15 gennaio 2013,  pp. 11-26, DOI:10.12709/mest.01.01.01.02.pdf.
162. ↑   Ross Chalmers November 19 2018, Bitcoin, anarcho-capitalist thought and the general public, su Coin Rivet, 19 novembre 2018. URL consultato il 3 maggio 2022.
163. ↑  (EN) Bitcoin was Built to Incite Peaceful Anarchy, su Bitcoin News, 9 gennaio 2016. URL consultato il 3 maggio 2022.
164. ↑  (EN) Blockchain and the Utopia of a Anarcho-Capitalist Society, su cryptonews.com. URL consultato il 3 maggio 2022.
165. ↑  (EN) Stephan Livera, Why Libertarians Should Prioritize The Bitcoin Strategy Above All Others, su Bitcoin Magazine: Bitcoin News, Articles, Charts, and Guides. URL consultato il 3 maggio 2022.
166. ↑  (EN) Love It or Hate It: Anarcho-Capitalist Luminaries Weigh In On Bitcoin – Economics Bitcoin News, su Bitcoin News, 29 novembre 2017. URL consultato il 3 maggio 2022.
167. ↑  (EN) Why Governments Are Wary of Bitcoin, su Investopedia. URL consultato il 3 maggio 2022.
168. ↑  (EN) Josef Tětek, The Fiat Mindset: Why Most Economists Don’t Get Bitcoin, su Bitcoin Magazine: Bitcoin News, Articles, Charts, and Guides. URL consultato il 3 maggio 2022.
169. ↑  (EN) Jeffrey A. Tucker, Bitcoin for Beginners | Jeffrey A. Tucker, su fee.org, 1º aprile 2013. URL consultato il 23 dicembre 2022.
170. ↑  (EN) How Bitcoin is Reinventing The Monetary System: Q&A with Laissez Faire Books' Jeffrey Tucker, su Reason.com, 17 agosto 2013. URL consultato il 23 dicembre 2022.
171. ↑  (EN) Nasdaq embracing Bitcoin technology, su Fox Business. URL consultato il 23 dicembre 2022.
172. ↑  (EN) Jeffrey Tucker, Bit by Bit: How P2P Is Freeing the World (PDF), Liberty.me, 2015, ISBN 9781630691523.
173. ↑  (EN) Bit by Bit: How P2P Is Freeing the World, su Goodreads. URL consultato il 23 dicembre 2022.
174. ↑  (EN) December 24, 2001, Jeffrey Tucker, su Mackinac Center. URL consultato il 23 dicembre 2022.
175. ↑  (EN) The Satoshi Revolution, su Bitcoin News. URL consultato il 1º febbraio 2023.
176. ↑  (EN) Convicting the Silk Road founder won't stop the booming digital drug trade | Mike Power, su the Guardian, 28 gennaio 2015. URL consultato il 3 maggio 2022.
177. ↑  (EN) Staff, Libertarian Party calls for pardoning of Ross Ulbricht, su Libertarian Party, 3 agosto 2018. URL consultato il 3 maggio 2022.
178. ↑  (EN) COVID-19 Restrictions Are Driving Libertarians Up the Wall, in Haaretz. URL consultato il 24 maggio 2022.
179. ↑  (EN) kanopiadmin, Are Libertarians "Anarchists"?, su Mises Institute, 3 dicembre 2007. URL consultato il 18 ottobre 2021.
180. ↑   Lysander Spooner, A New Banking System (PDF), 1873.
181. ↑   G.7 Lysander Spooner: right-Libertarian or libertarian socialist?, su spunk.org. URL consultato il 18 ottobre 2021.
182. ↑  https://digilander.libero.it/wolfbruno/AnAn.pdf
183. ↑  (EN) Tea Party movement: Billionaire Koch brothers who helped it grow, su the Guardian, 13 ottobre 2010. URL consultato il 22 aprile 2022.
184. ↑  (EN) Family Guy: “Tea Peter”, su The A.V. Club, 14 maggio 2012. URL consultato il 2 dicembre 2022.
185. ↑  (EN) Family Guy, su TVGuide.com. URL consultato il 2 dicembre 2022.
186. ↑  (EN) Carter Dotson, Family Guy Review: A Spot of Tea, Old Chap?, su TV Fanatic, 14 maggio 2012. URL consultato il 2 dicembre 2022.
187. ↑  (EN) The 30 Best Dystopian Novels of All Time, su Paste Magazine. URL consultato il 31 ottobre 2023.
188. ↑   John Thornhill, The metaverse is evolving from fiction into fact, in Financial Times, 1º settembre 2022. URL consultato il 31 ottobre 2023.
189. ↑   Nicola Porro, L’anarco-liberismo secondo Rothbard, su Fondazione Luigi Einaudi, 11 maggio 2017. URL consultato il 1º dicembre 2022.
190. ↑   Il pensiero di Murray Rothbard all’interno di un percorso sulle idee di Stato, su Istituto Bruno Leoni. URL consultato il 1º dicembre 2022.
191. ↑   Lo "Stato privato": la monarchia in una società libera, su istitutoliberale.it, Istituto Liberale (archiviato dall'url originale il 27 febbraio 2021).
192. ↑   Libri sul libertarismo e sull'anarcocapitalismo, su Movimento Libertario. URL consultato il 1º dicembre 2022.
193. ↑   Blog | Di questi tempi mi fanno sorridere certi sedicenti liberisti, su Il Fatto Quotidiano, 18 giugno 2020. URL consultato il 24 maggio 2022.
194. ↑   "La rivista il Mulino: L’anarcocapitalista che vuole liberare l’Argentina", su rivistailmulino.it. URL consultato il 28 dicembre 2024.

### Libri
- (EN) Quinn Slobodian, Crack-Up Capitalism: Market Radicals and the Dream of a World Without Democracy, Henry Holt and Company, 4 aprile 2023, ISBN 978-1250753892.
- (EN) David Tucker, Essay on Liberalism: Looking Left and Right, collana Nijhoff International Philosophy Series, vol. 51, Springer, 1994, ISBN 978-94-010-4479-0.
- Piero Vernaglione, Filosofia del diritto.

### Pubblicazioni
- (EN) Jacob Jensen, Repurposing Mises: Murray Rothbard and the Birth of Anarchocapitalism, vol. 83, University of Pennsylvania Press, 2 aprile 2022, DOI:10.1353/jhi.2022.0015.
- Piero Vernaglione, L'anarcocapitalismo (PDF), Rothbardiana, 31 maggio 2020.  Questa voce incorpora il testo di questa fonte, disponibile sotto licenza CC BY 4.0.